# خراسان

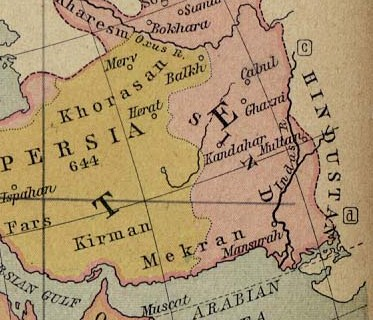
نام سرزمین‌های خلافت در سال ۷۵۰ میلادی

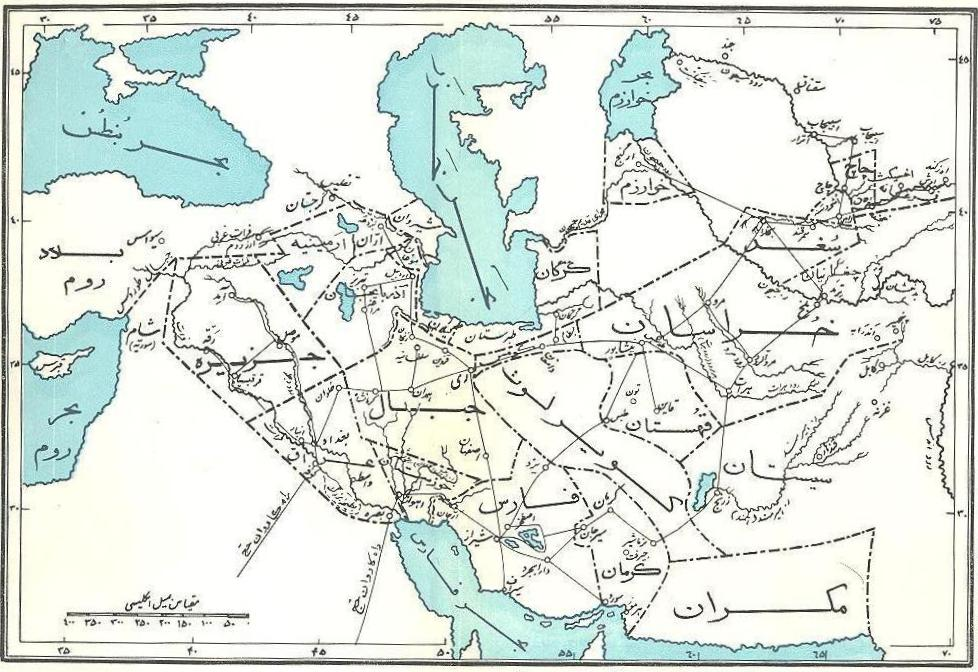
موقعیت خراسان در نقشه ایران در عصر خلفای عباسی برگرفته از کتاب جغرافیای تاریخی سرزمین‌های خلافت شرقی

نقشه خراسان، خوارزم، ماوراءالنهر و هندوکش و محیط پیرامون آنان در سده‌های هفتم و هشتم میلادی (به عربی)

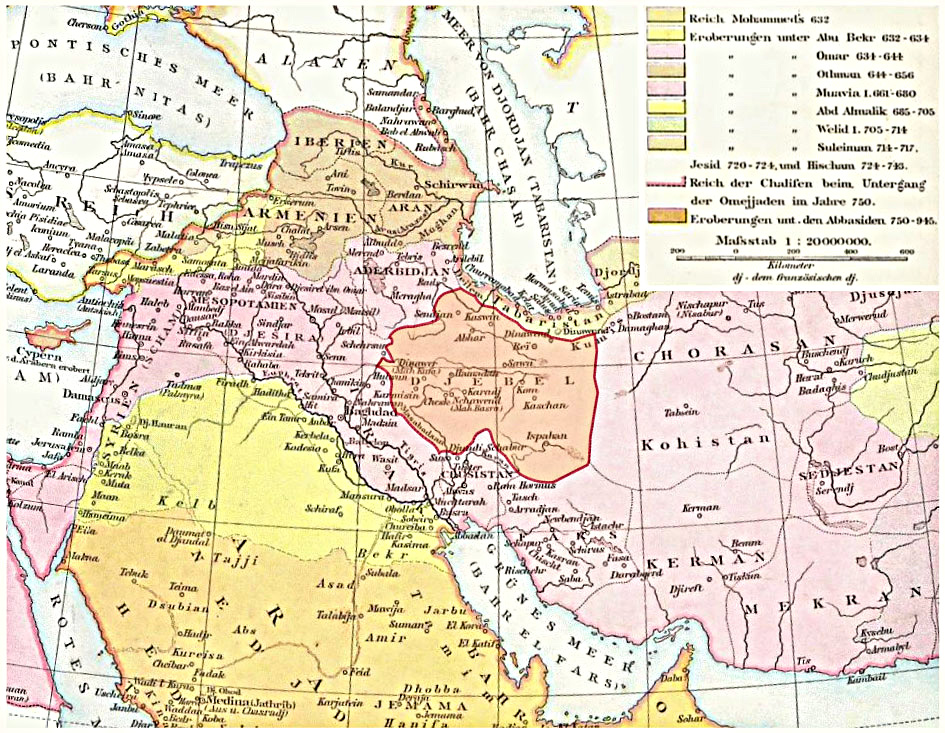
نقشه‌ای از خاور نزدیک در سده دهم میلادی خراسان در شرق استان جبال نشان داده شده است.

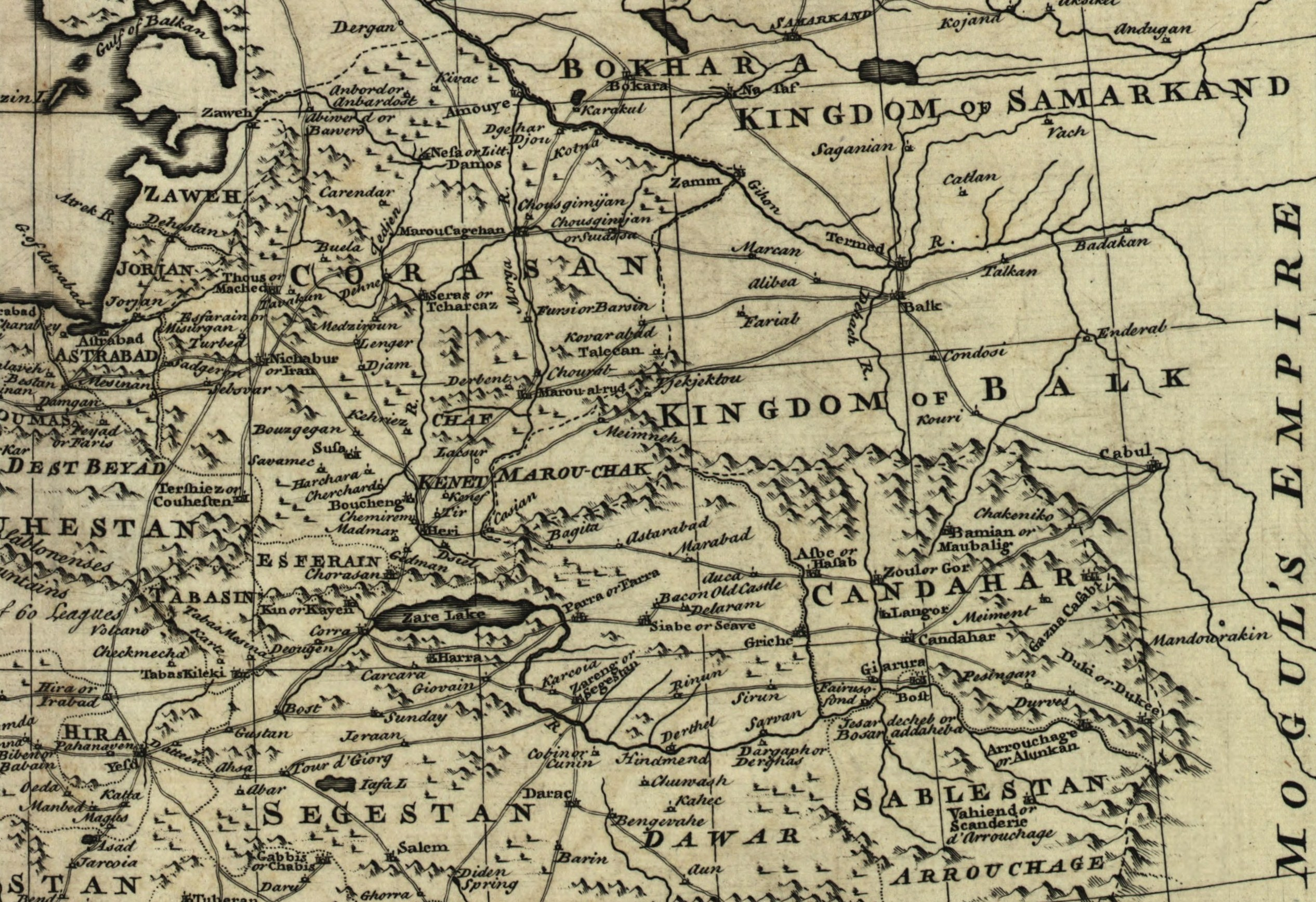
نقشه‌ای از ایران از امانوئل بوئن که نام سرزمین‌های دوران سلسله صفوی و امپراتوری مغول هند را نشان می‌دهد. (در حدود ۱۵۰۰ تا ۱۷۴۷ میلادی)

خُراسان یا خوَرآسان (به پارسی میانه: ) که خراسان بزرگ، خراسان باستانی یا خراسان تاریخی نیز خوانده می‌شود، منطقه و سرزمینی است گسترده‌تر از استان‌های خراسان ایران معاصر که بر گستره شرقی ایران بزرگ از دوران شاهنشاهی ساسانی به این سوی گفته شده و دربردارنده چهار ناحیه بزرگ یا ربع نیشابور، مرو، هرات و بلخ است که در جغرافیای سیاسی امروز، در میان کشورهای کنونی ایران، افغانستان و ترکمنستان تقسیم گردیده؛ و در مفهومی گسترده‌تر، ازبکستان و تاجیکستان و بخش‌هایی از قرقیزستان که شامل اوش، بادکند، بدخشان، باختر، خوارزم و فرارود بوده‌اند، در شمار سرزمین‌های خراسان بزرگ، شناخته می‌شوند. ساسانیان سرزمین ایران را چهار بخش کرده بودند که یکی از آن بخش‌ها خراسان به معنای «سرزمین برآمدن خورشید» بود.
خراسان سرزمینی است که در باختر از دَهِستان، گرگان، تبرستان، دامغان و بسطام (کومِش)، دشت کویر و کویر لوت آغاز می‌شود و در خاور تا چین و هند کشیده شده است. از جنوب تا شمال کرمان، سیستان، غزنی (زابلستان) و کابلستان و از شمال به آمودریا (جیحون) و در پس آن سُغد و خوارزم می‌رسد. خراسان شامل چهار بخش بوده است و هر بخش به نام فرمانروای آنجا مشهور بوده است. هر کدام از این چهار بخش را یک «رب» یا «ربع» می‌نامیده‌اند. نواحی دربرگیرنده این چهار ربع اصلی به نوشته زیر بوده است:
1. ربع نیشابور یا ابرشهر[۱۴] با مرکزیت شهر نیشابور (دربرگیرندهٔ بیهق، جوین، اسفراین، خبوشان، ارغیان، پشت، رخ، زوزن، خواف، ازغند، جام، باخرز و جاجرم بود.[۱۵] نسا و توس و ابیورد را نیز در شمار توابع این ربع آورده‌اند.[۱۶]
2. ربع مرو با مرکزیت شهر باستانی مرو (دربرگیرندهٔ خرق، هرمز فرّه، باشا، سنجان، سوسقان، صهبه، کیرنک، سنگ عبادی و دندانقان)
3. ربع هرات با مرکزیت شهر هرات (دربرگیرندهٔ بادغیس و غور و فراه)
4. ربع بلخ با مرکزیت شهر بلخ که شامل کهندژ (قندوز)، سمنگان، بغلان (بغولانگو)، تخارستان و بدخشان می‌شده است. ابرشهر بلخ (به‌شمول شبرغان (شاپورگان)، جوزجان و اندخوی و فاریاب و و بامیان).

## نام‌شناخت

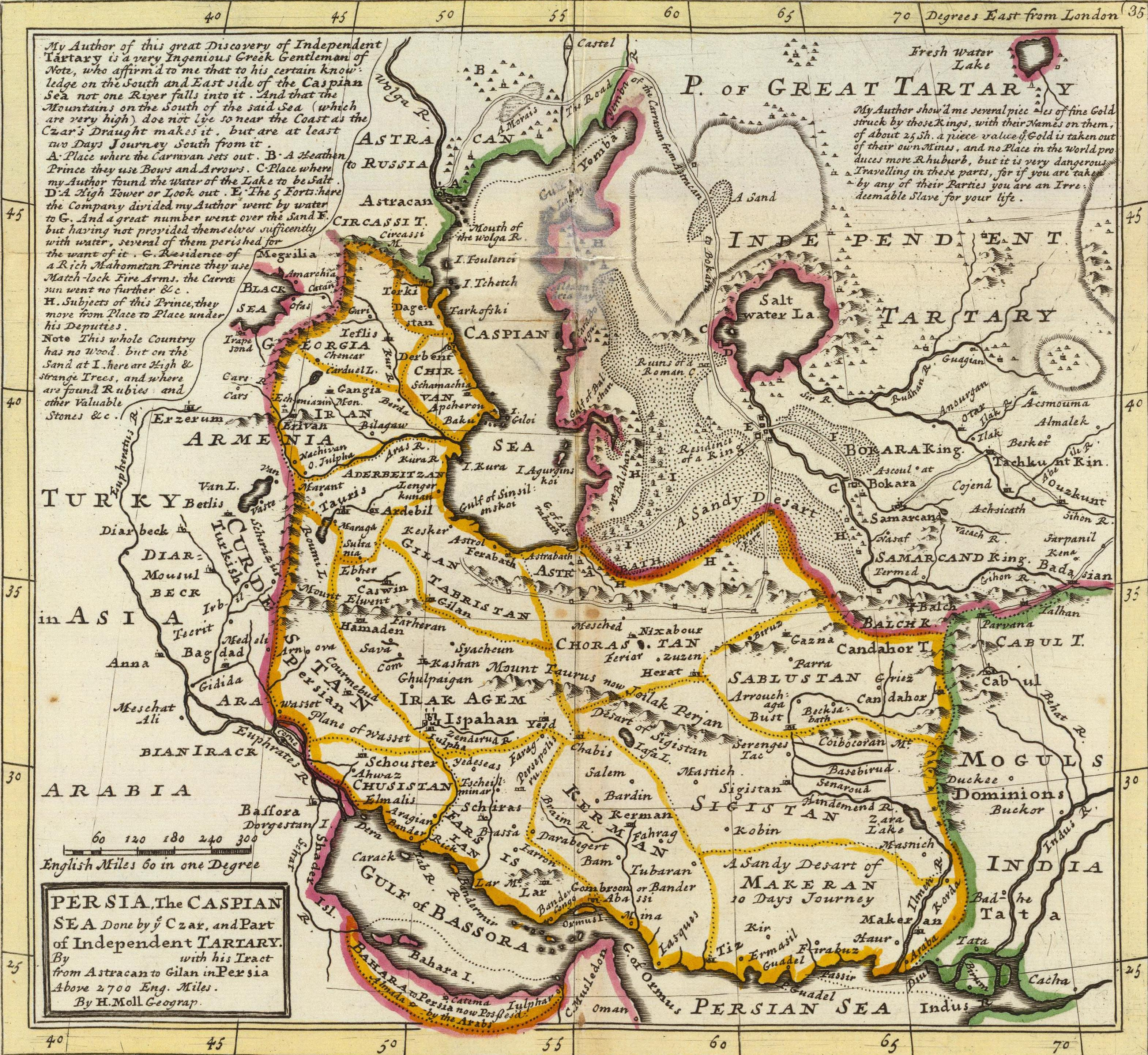
نقشه‌ای قدیمی که از خراسان به عنوان خوراستان یاد شده است

لغت‌نامه دهخدا، خراسان را واژه‌ای پهلوی دانسته است. خوَراسان (xwarāsān) در زبان پهلَوی؛ واژه‌ایست ترکیب‌یافته از دو واژه خوَر (xwar) به معنای خورشید و آسانا (ā-sānā) صفت فاعلی از āsan به معنای برخاستن و آمدن؛ و چنان‌که از متون ایران باستان پیداست این سرزمین، از دوره ساسانی خراسان نامیده شد. خراسان در متون کهن زبان فارسی به معنی خاورزمین یا مشرق (خاور) در روبروی مغرب (باختر) به کار رفته است. فخرالدین اسعد گرگانی در داستان ویس و رامین چنین می‌گوید:
| زبان پهلوی هر کو شناسد      |  | خراسان یعنی آنجا کو «خور آسد» |
| خراسان را بود معنی خور آیان |  | کجا از وی خور آید سوی ایران   |

یاقوت حموی جغرافیدان بزرگ عربی-یونانی چنین نوشته است:
 خُر به فارسی دری، نام خورشید و آسان گویا اصل و جای شیء است
و سپس در گزارشی دلیل نام‌گذاری خراسان به گفتهٔ دغفل النسابه چنین می‌نویسد:
خراسان و هیطل دو پسر عالم بن سام بن نوح، هر یک در شهری که منسوب به آنها شد وارد شدند، هیطل در شهری معروف به هیاطله در بالای رود جیحون و خراسان در شهرهایی که در زیر رود جیحون بود فرود آمدند و هر قطعه‌ای به نام کسی که در آن فرود آمد نامگذاری شد…
حافظ ابرو جغرافیدان سرآمد، تعبیر دیگری به کار برده و خوراسان را «آفتاب مانند» معنی نموده و گفته است که:
بعضی گفته‌اند خورآسان، یعنی به آسانی بخور.
و برخی نیز خراسان را سرزمین نورانی یا طالع نوشته‌اند و آن را واژه‌ای آمیخته‌شده از لفظ «خور» به معنی خورشید و «آسان» به معنی شرق دانسته‌اند.
از بررسی دیدگاه‌های ارائه شده چنین برداشت می‌شود که صورت درست واژه «خراسان»، "خورستان (خور + ستان = سرزمین مطلع خورشید)" بوده است که بر اثر دگرگونیِ زمان و شاید از باب برابریِ نگارش به خراسان تبدیل شده است. خراسان بمعنای خور+ایستان است یعنی جایی که درآن خورشید ایستاده و بلند می‌شود یعنی شرق ایران زمین.

## خراسان یکی از چهار استان ایرانشهر
شهرستان‌های ایرانشهر کتابی است که در سدهٔ هشتم میلادی به پارسیگ (پارسیِ پهلوی) نگاشته شده است. این نوشته دانستی‌های مهمی دربارهٔ ایران و تقسیم‌بندی‌های آن به ما می‌دهد.
در بخشی از این نسخ آمده است که ایران در دوران خسروی یکم (انوشیروان) به چهار استان بخش شده است. در هر استان چند شهرپانی (ساتراپی) وجود داشته است. Xwarāsān (یا به نوشتار امروزی اش، خراسان) نیز نام یکی از این استان‌ها بوده است که در شمال شرقی بوده است. دیگر استان‌ها Xwarwarān (جنوب غربی)، Nēmrōz (جنوب شرقی) و Ādurbādagān (شمال غربی) نام داشتند.
شاهنشاهی ساسانی (ایران‌شهر) در نتیجهٔ اصلاحات اداری قباد یکم و خسرو انوشیروان از ۴ کوست (بخش بزرگ) تشکیل شده بود: خوراسان (شرق یا شمال‌شرق: شامل خراسان، قومس، گرگان، ماوراءالنهر، افغانستان)، خوروران (غرب یا جنوب‌غرب: شامل کرمانشاه، کردستان، لرستان، ایلام، بین‌النهرین، آسیای صغیر)، نیمروز یا پارس (جنوب یا جنوب‌شرق: شامل سیستان، کرمان، پارس، خوزستان، اصفهان، بندرها و جزایر خلیج فارس و دریای عمان، سند، مکران) و آدوربادگان (شمال یا شمال‌غرب: شامل آذربایجان، ارمنستان، گرجستان، اران، دیلم، رویان، تپورستان، ری). کوست‌ها گاهی نام سرزمین عمدهٔ خود را می‌گرفتند؛ از همین‌روی کوست شمالی «آدوربادگان» نام گرفت و کوست نیمروز هم گاهی «پارس» خوانده می‌شد.

## پیرامون مرزهای خراسان
شواهد تاریخی بیانگر آن است که سرزمین خراسان در طول تاریخ، هیچ‌گاه دارای مرز ثابت جغرافیایی نبوده و تحت تأثیر عوامل مختلف، محدوده‌اش همواره کاهش یا گسترش یافته است.

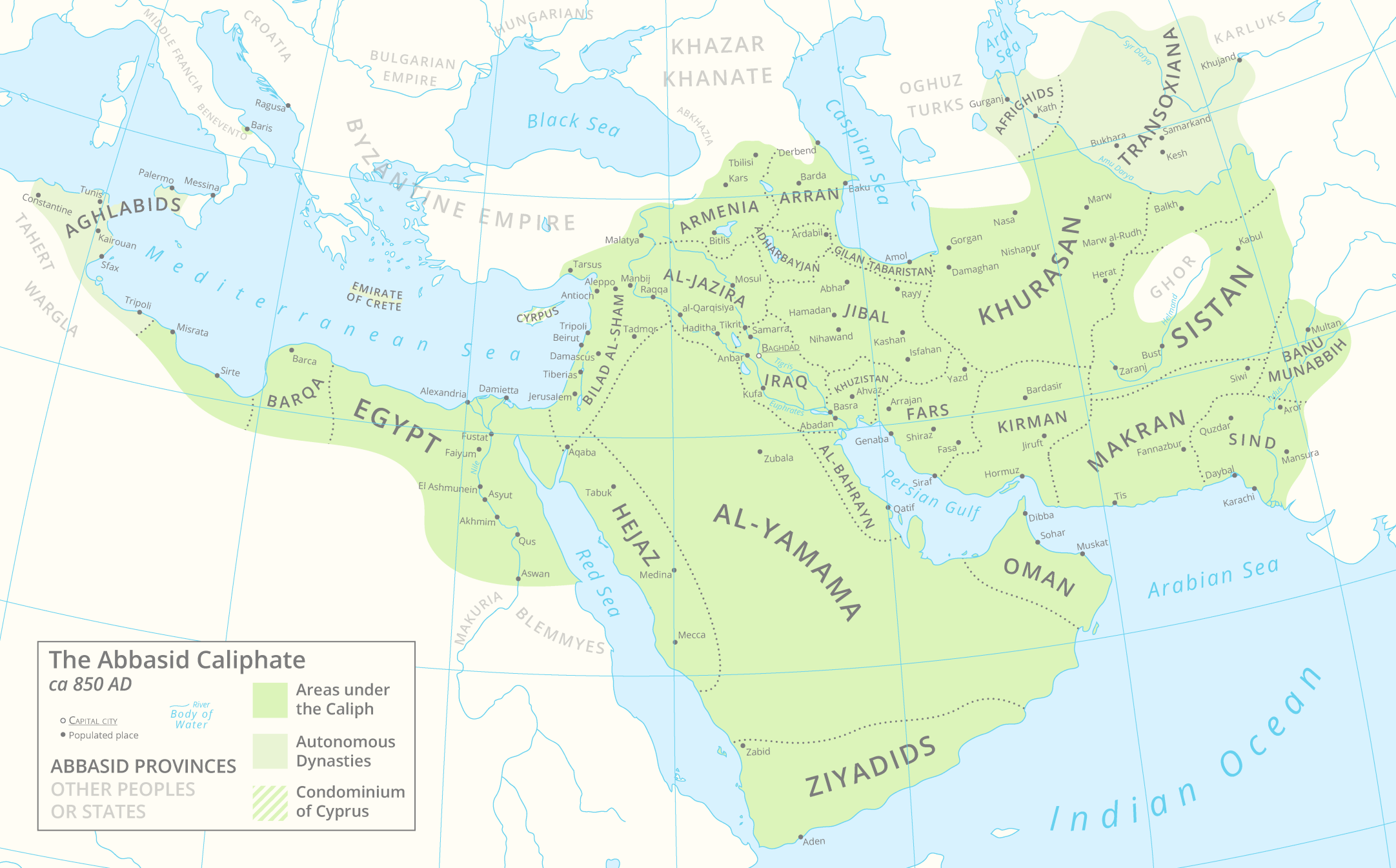
نقشه‌ای مربوط به دوران اوج قدرت خلافت عباسیان در حدود ۸۵۰ میلادی که در آن مرزهای (تقریبی) خراسان نیز مشخص است.

به‌طور سنتی سرزمین‌های شرق کویر نمک را خراسان خوانده‌اند لیکن حدود شرقی آن در طول تاریخ دستخوش تغییر بوده است. معمولاً گفته می‌شود که خراسان از شرق به ترکستان و هندوستان محدود بوده است. خراسان را از شمال محدود به ماوراءالنهر می‌دانند لیکن گاه ماوراءالنهر هم بخشی از خراسان به‌شمار آمده است. خراسان در زمان ساسانیان یکی از چهار ناحیهٔ اصلی کشور بود و یک مرزبان داشت.
در مورد حدود و موقعیت خراسان در دورهٔ ساسانیان، کریستن‌سن بر پایه کاوشهای هرتسفلد چنین می‌نویسد:
دروازه‌های کاسپین نزدیک ری، کوه‌های البرز، گوشه جنوب شرقی بحر خزر، دره اترک. خطی که از صحرای تجن گذشته و در زیر قرقی به جیحون می‌رسد موافق مسکوکات سکایی ساسانی که به دست آمده این خط سرحدی از قلل سلسله جبال حصار گذشته و به پامیر می‌رسد و از آنجا به سمت جنوب مایل گشته است و به امتداد قطعه‌ای از جیحون که بدخشان را در میان گرفته سیر کرده به قطعه هندوکش می‌رسیده است از آن نقطه سرحدی به سمت مغرب برگشته و در امتداد سلسله هندوکش و ملحقات آن به جنوب هرات رسیده و در ناحیه جنوب ترشیز و خاف و قهستان (کوهستان) را قطع کرده، باز به دروازه‌های کاسپین می‌پیوسته است.
یاقوت حموی جغرافیدان بزرگ عرب زبان (یونانی‌تبار) در کتاب مراصدالاطلاع بر پایه برخی از پژوهش‌های خویش می‌نویسد:
خراسان سرزمین وسیع است که یک طرف آن از جوین و بیهق به عراق می‌رسد و طرف دیگرش از طغارستان (طخارستان) و غزنه و سجستان (سیستان) به هند منتهی می‌گردد. از شهرهای آن نیشابور و هرات و مرو که قسمتی از بلخ است و طالقان و نسا و ابیورد و سرخس می‌باشد. جیحون و خوارزم را هم بعضی تابع آن شمرده‌اند و گفته شده خراسان دارای چهار کرسی بوده:
کرسی اول: ایرانشهر که عبارت باشد از نیشابور، قهستان و طبین{طبسین؟} و حوادث و پوشنج (از نواحی هرات) و بادغیس (از توابع هرات که در قدیم شهری بزرگ و با صفا بوده است) و طوس که به طابران تصریح شده
کرسی دوم: مرو شاه جهان و سرخس و نساء و ابیورد و مرو رود و طالقان و خوارزم
کرسی سوم: طرف غربی رود جیحون و جرجان و خوارزم و طخارستان علیا و اندرانه (شهری نزدیک هندوکش) و ساسان و بغلدن (شهری از نواحی بلخ) و والج (نام شهری در طخارستان)

کرسی چهارم: ماوراءالنهر، بخارا و شاش (چاچ) (که در آنجا کمان‌های خوب می‌ساختند) و سغد (نزدیک سمرقند که آن را به سبب خوشی آب و هوا از بهشت‌های چهارگانه به‌شمار آورده‌اند و بین جیحون و سمرقند).
التون ال. دانیل در کتاب تاریخ سیاسی و اجتماعی خراسان می‌نویسد:

به‌طور کلی می‌توان خراسان خاص را سرزمینی طولانی دانست، گسترده از نزدیک کرانه‌های جنوب شرقی دریای خزر تا بلندیهای حصار مانند پامیر و هندوکش، که در نظریه‌ای دیگر و در مقطعی از تاریخ، مرزهای آن از حلوان یاری تا شرق (آنجا که خور برآید) گسترده بوده است.

در واقع خراسان گاهی شامل سرزمین پرنعمت جنوب دریای آرال (خوارزم) و نواحی آن سوی جیحون (ماوراءالنهر) و بسیاری از فلات ایران می‌شده است که حدود شرقی آن تا چین می‌رسید ولی عملاً این مرز از بلخ و بخش معروف به طخارستان (باختر باستانی) آن سو تر می‌رفت، و در مغرب به همین گونه حدود خراسان کمتر به مرزهای زاگرس می‌رسید اما گاهی شامل قومس، جرجان، ری و بخشهایی از طبرستان می‌گشت و با آن که ماوراءالنهر غالباً با خراسان یکی گرفته می‌شد ولی عملاً آمودریا همان مرز شمالی خراسان شناخته می‌شد و گاهی عملاً تا این حدود هم نمی‌رسید.
در دورهٔ اسلامی شهرهای بلخ، هرات، مرو و نیشابور چهار شهر اصلی خراسان بودند. از شهرهای مهم دیگر خراسان می‌توان طوس، صددروازه(دامغان)، سرخس، تون، ترشیز(کاشمر)، بادغیس و بیهق (سبزوار امروزی) را نام برد.

### خراسان تاریخی (خراسان بزرگ)

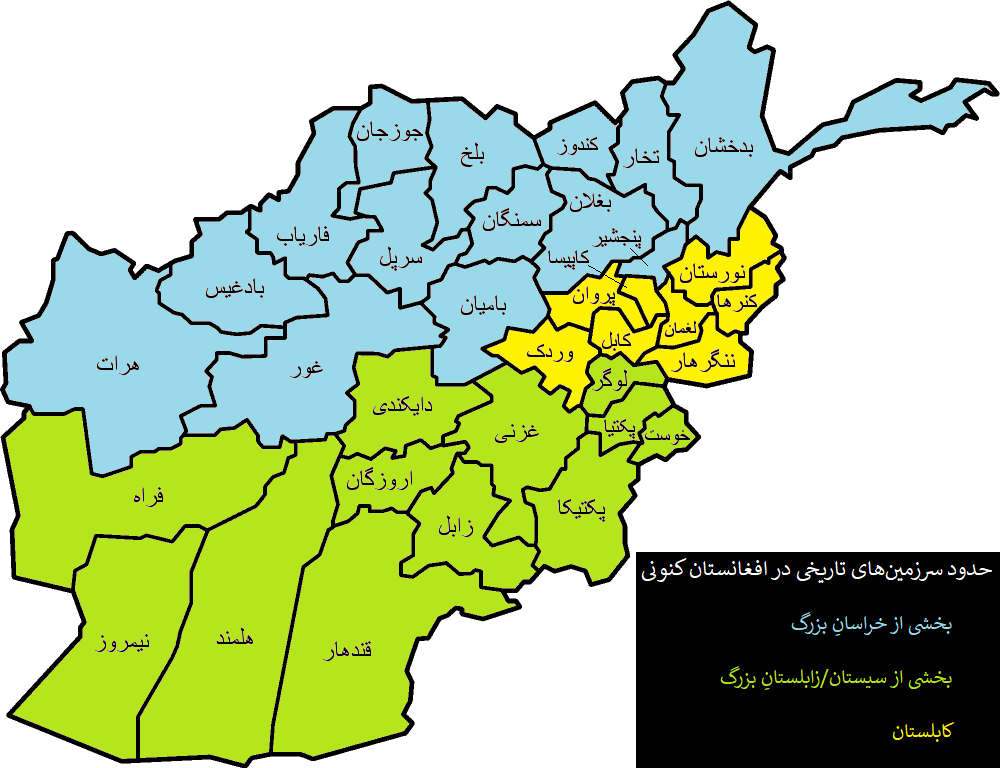
حدود سرزمین‌های تاریخی در افغانستانِ کنونی آبی: بخشی از خراسانِ تاریخی سبز: بخشی از سیستان/زابلستانِ تاریخی زرد: کابلستان

از نگاه تاریخی و فرهنگی؛ منظور از خراسان، عموماً خراسان بزرگ است که حوزه‌ای بسیار گسترده‌تر از خراسان ایران معاصر را در بر می‌گیرد. قلمرو تاریخی خراسان؛ شامل استان‌های خراسان ایران کنونی و بخش عمده‌ای از افغانستان، تاجیکستان، ازبکستان، ترکمنستان و بخش‌هایی از قرقیزستان امروزی بوده است.

### استان خراسان (کنونی)

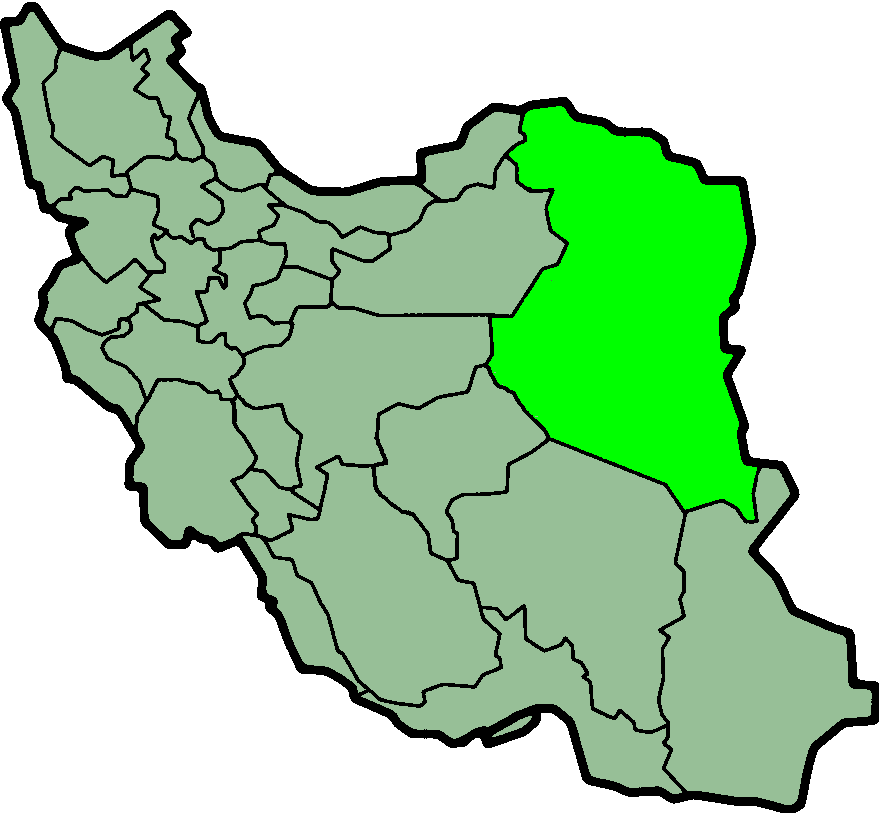
استان خراسان ایران پیش از تقسیم

استان خراسان به مرکزیت شهر مشهد، تا سال ۱۳۸۳ با مساحتی معادل ۳۱۳٬۳۳۵ کیلومتر مربع، وسیع‌ترین استان ایران بود که حدود یک پنجم مساحت ایران را تشکیل می‌داد.
این استان از شمال و شمال شرق به جمهوری ترکمنستان، از شرق به کشور افغانستان، از جنوب به استان سیستان و بلوچستان، از غرب به استان سمنان و استان اصفهان، از شمال غرب به استان گلستان، از جنوب غرب به استان کرمان و استان یزد محدود بود.
این استان پس از سال ۱۳۸۳، به سه استان خراسان جنوبی به مرکزیت بیرجند، خراسان رضوی به مرکزیت مشهد و خراسان شمالی به مرکزیت بجنورد تقسیم گردید.

## تاریخ

### هخامنشیان
در دوران هخامنشیان، ایران به ساتراپی‌ها (ایالات یا استان‌ها) بخش می‌شده و هر ساتراپ نشین (ساتراپی) زیر فرماندهی حاکمی به نام خشترپاون (به زبان پارسی باستان) یا شترپوان (به زبان پهلوی) اداره می‌شده است و این نام به یونانی ساتراپ نیز یاد شده است که ساتراپی (شهربانی) پرثَوَه، با نام ایالت شانزدهم (شامل پارت‌ها، خوارزمی‌ها، سغدی‌ها و هرَوی‌ها (هراتی‌ها)) با شمال خراسان کهن برابر است و از طرف مغرب در دربند دریای گرگان با ساتراپی ماد همسایه بوده است.
مرکز ساتراپی پرثَوَه، شهر توس بوده است که ویشتاسب، پدر داریوش؛ ساتراپ آنجا بوده و جایگاهش در این شهر بوده است.
به گفته هرودوت:
پارت‌ها و خوارزمیان و سغدی‌ها و آرین‌ها (هروی‌ها) در یک ساتراپی قرار داشته‌اند و در تمام کتیبه‌های میخی در ذکر اسامی ولایات مملکت، پارت جدا نام برده شده و پارسیان در موقع سیاحت و گردش در ممالک خود سعی می‌کردند تا آنجا که شود زودتر از پارت بگذرند؛ زیرا ولایات مزبور به واسطه فقر و بی‌چیزی قادر نبودند آذوقه موکب پرجمعیت شاهان را فراهم سازد.

### اشکانیان
پس از مرگ اسکندر، دیودوتوس، حاکم یونانی بلخ راه استقلال در پیش گرفت و پارت و گرگان استقلال یافتند.
پس از سقوط دولت سلوکی و قدرت گرفتن اشکانیان، پارت‌ها در سرزمین کوهستانی کهن جنوب شرقی دریای خزر ساکن شدند. این منطقه محدود می‌شد از شمال به دشت استرآباد و صحرای ترکستان و از جنوب به کویر نمک و از جنوب از سلسله‌های البرز به طرف مشرق تا هرات ادامه داشت.
مرکز خراسان باستان یا ایالت پارت در آغاز شهر نیسایه (نسا) بوده است که یونانیان آن را نیسا می‌خواندند.

### ساسانیان
لتون. ل. نیل دربارهٔ تشکیلات سیاسی ساسانیان و وضعیت خراسان در دوره ساسانی می‌نویسد:
ساسانیان خراسان را یکی از چهار استان کشور می‌دانستند و آن را سرزمین شرق می‌گفتند و این استان به چهار بخش تقسیم می‌شد. بنا به روایت این بخشها عبارت بودند از مرو، نیشابور، هرات و بلخ

### دوران اسلامی

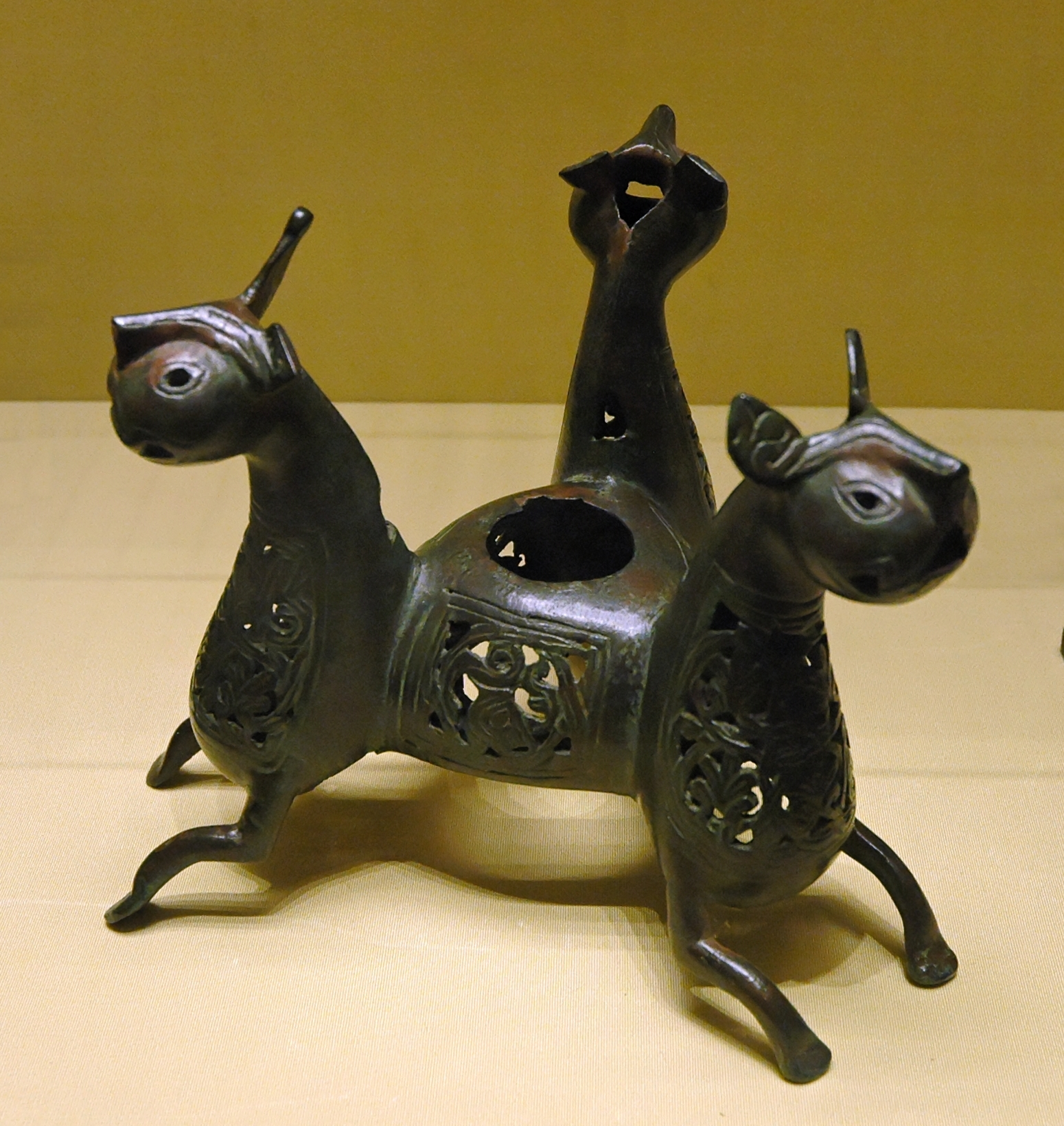
شمعدانی، قرن ۱۱–۱۲ میلادی، یافت شده در خراسان، ایران

خراسان در دوران اسلامی به چهار بخشِ نیشابور، مرو، هرات و بلخ تقسیم شده بود. در سال ۳۱ هجری قمری، اعراب روانه خراسان شدند و تخارستان را تصرف نمودند و در همین زمان ساکنان خراسان به دین اسلام گرویدند.
در دوره خلفا استان خراسان از مهمترینِ استانهای ایران به‌شمار می‌رفت و شامل همه شمال شرقی ایران تا مرز چین بود.
یزید بن مهلب از سال ۸۲ الی ۸۵ هجری از طرف حجاج بن یوسف والی خراسان بود. پس ازو قتیبه بن مسلم والی خراسان گردید.
خراسان نزدیکِ به مدت ۲۰۰ سال زیر نظر حکومت‌های عرب بنی امیه و عباسیان اداره می‌شد تا اینکه در سال ۲۰۵ هجری قمری به دست سلسله طاهریان استقلال یافت.
در سال ۲۸۳ هجری قمری جزو متصرفات دولت صفاریان شد.
۴ سال بعد، (سال ۲۸۷ هجری قمری) امیراسماعیل سامانی بر عمرو لیث غلبه کرد و خراسان جزو قلمرو سامانیان گردید.
سلطان محمود غزنوی در سال ۳۸۴ هجری قمری خراسان را به تصرف خود درآورد و ۴۵ سال بر این سرزمین حکومت کرد.
در سال ۴۲۹ هجری قمری، طغرل اول، نیشابور را تصرف کرد و آنجا را مرکز حکومت خود قرار داد.
خراسان تا سال ۵۵۲ هجری قمری در گسترهٔ سلجوقیان قرار داشت و پس از مرگ سلطان سنجر سلجوقی، این سرزمین به دست خوارزمشاهیان افتاد.
با حمله مغولها در سدهٔ هفتم هجری قمری، بسیاری از شهرها و آبادی‌های خراسان ویران شدند.
این سرزمین در سال ۸۷۳ هجری قمری خراسان به تصرف پادشاهان گورکانی درآمد و ۴۰ سال پس از آن (سال ۹۱۳ هجری قمری) ازبکها به رهبری شیبک خان، خراسان را مورد تهاجم قرار دادند. شاه اسماعیل صفوی به دفاع از این سرزمین پرداخت و سرانجام از ازبک‌ها شکست خورد. پس از آن خراسان دوباره مورد هجوم و تاخت و تاز ازبک‌ها قرار گرفت که سرانجام شاه عباس صفوی توانست آنان را تا فرارود عقب براند. در زمان اواخر حکومت صفویه خراسان مورد حمله محمود افغان و اشرف افغان قرار گرفت ولی نادر قلی یکی از افسران دلاور شاه تهماسب دوم که خود متولد خراسان بود وارد جنگ با اشرف و او را که تا پایتخت حکومت یعنی اصفهان پیش رفته بود شکست داد.

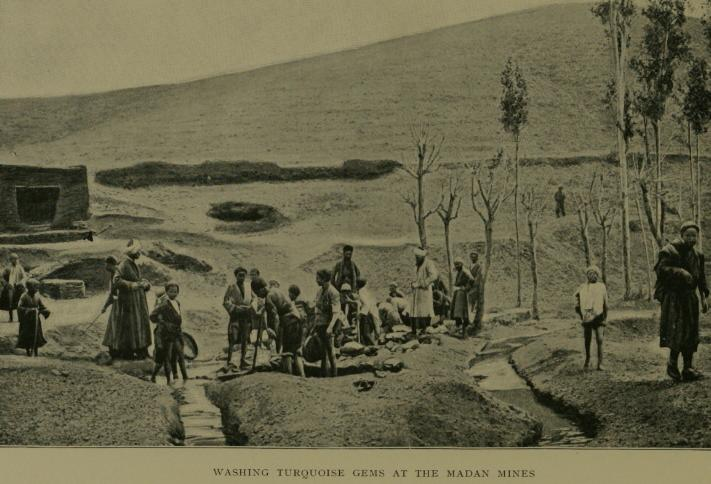
معدن فیروزه در خراسان، ۱۹۰۹ میلادی

پس از مرگ نادر شاه افشار به سال ۱۱۶۰ هجری قمری، بخش‌های شرقی این سرزمین (هرات و بلخ) به تصرف احمد شاه درانی درآمد و در دوران قاجاریه با دخالت انگلستان و حمایت ان از احمد شاه درانی با بستن عهدنامه پاریس در سال ۱۲۷۳ هجری قمری، ایران متعهد شد که در امور افغانستان دخالت نداشته باشد و از کلیه دعاوی خود نسبت به هرات صرف نظر کند و قسمت شرقی خراسان به افغانستان که تحت نفوذ انگلستان بود، واگذار گردید.
بخش شمالی خراسان (مرو، سمرقند، بخارا و خوارزم) نیز در دوران قاجاریه مورد تهاجم روسها و ترکمنها قرار گرفته و در سال ۱۲۹۹ هجری قمری، به وسیلهٔ عهدنامه آخال میان ایران و روسیه، که رود اترک را مرز ایران قرار می‌داد، از بدنه فلات ایران جدا گردید.

## خراسان در آثار پیشینیان
- در معنی واژه خراسان، فخرالدین اسعد گرگانی در مثنوی ویس و رامین خود چنین می‌نویسد:

| خوشا جای ابر و بوم خراسان |  | درو باش و جهان را می خور آسان |
| زبان پهلوی هر کاو شناسد   |  | خراسان آن بود کز وی خور آسد   |

| خور آسد پهلوی باشد خورآید          |  | عراق و پارس را خور زو بر آید |
| خور آسان را بود معنی خور آیان      |  | کجا از وی خور آید سوی ایران  |
| چو خوش نامست و چه خوش آب و خاک است |  | زمین وآب وخاکش هر سه پاک است |

- ناصر خسرو قبادیانی بلخی گوید:

| مرا مکان به خراسان زمین به یمگان است |  | کسی چرا طلبد در سفر خراسان را |

- جامی گوید:

| هرجا که رفت زورق حافظ به بحر شعر  |  | جامی سفینه تو به دنباله می‌رود    |
| نظم تو می‌رود ز خراسان به شاه فارس |  | گر شعر او ز فارس به بنگاله می‌رود |

- بابر در تزک بابری می‌گوید:

 هندوستانی غیر هندوستانی را خراسانی گوید. چنانچه عرب، غیر عرب را عجم گوید، و در میان خراسان و
هندوستان دو بندر است یکی کابل و دیگر قندهار…
- ابن بطوطه در سفرنامه خود گوید:

 همه خارجیان را در هندوستان خراسانی می‌خواندند.

## نام خراسان در اشعار ادبای پارسی‌گو
شمارش واژه‌های مهم هویت زبانی و فرهنگی در ادبیات شاعران ایران‌زمین
این فهرست قابل گسترش می‌باشد.

منابع
| نام شاعر             | قرن میلادی        | ایران | توران | پارسی           | فارسی معرب | دری                | خراسان | پهلوی یا پارسی میانه |
| رودکی                | ۹ام و ۱۰ام        | ۱     |       |                 |            |                    | ۶      |                      |
| فرخی سیستانی         | ۹ام ۱۰ام          | ۱۶    | ۱     | ۱۵              |            |                    | ۱۰     | ۱                    |
| ابوسعید ابوالخیر     | ۱۰ام              | ۱     |       |                 |            |                    | ۲      |                      |
| فردوسی               | ۱۰ام و ۱۱ام       | ۸۰۰ + | ۱۵۰ + | ۱۰۰+            |            | ۲                  | ۲۵     | ۲۹                   |
| اسدی طوسی            | ۱۱ام              | ۵۱    | ۵     | ۱               |            | ۱ لغت فُرس          |        |                      |
| مسعود سعد سلمان      | ۱۱ام              | ۲۳    | ۲     | ۱۹              |            | نظم و نثر دری      | ۱۳     |                      |
| منوچهری دامغانی      | ۱۱ام              | ۵     | ۳     | ۴               |            |                    |        |                      |
| فخرالدین اسعد گرگانی | ۱۱ام              | ۱۵    | ۱۰    | 12 Parsa’i      | 2          | ۱                  | ۲۸     | ۳                    |
| ناصرخسرو             | ۱۱ ام             | ۱     | ۱     | ۱۹              |            | ۲                  | ۷۹     | ۲                    |
| سنایی                | ۱۱ام و ۱۲ام       | ۱۱    | ۱     | ۱۴              |            |                    | ۱۳     |                      |
| مهستی گنجوی          | ۱۱ام و ۱۲ام       |       |       | ۱               |            |                    | ۱      |                      |
| انوری                | ۱۲ام              | ۱۳    | ۳     | ۲               |            | ۱                  | ۲۰     |                      |
| خاقانی               | ۱۲ام              | ۲     | ۱     | ۴               | ۱          | ۱+ ۱دری نظم        | ۴۰     | ۱۸۰                  |
| نظامی گنجوی          | ۱۲ ام             | ۳۷    | ۲     | ۱۲              |            | ۲+ ۱ نظم و نثر دری | ۲۵     | ۶                    |
| امیرخسرو دهلوی       | ۱۳ ام ۱۴ام        | ۲     | ۷     | ۶               |            |                    | ۱۳     |                      |
| سعدی                 | ۱۳ام              | ۱     | ۱     | ۶+              |            |                    | ۷      |                      |
| مولوی                | ۱۳ ام ۱۴ام        | ۱     | ۱     | ۲۹              |            |                    | ۶      |                      |
| حافظ                 | ۱۴ام              |       | ۶     | ۹               |            | ۱+ ۱ نظم دری       |        |                      |
| عبید زاکانی          | ۱۴ام              | ۱     | ۱     | ۴               |            |                    | ۱      |                      |
| محتشم کاشانی         | ۱۶ام              | ۱۲    | ۹     | ۳               |            |                    | ۴      |                      |
| صائب تبریزی          | ۱۷ام              | ۱۰    | ۷     | ۳               |            |                    | ۵      |                      |
| اقبال لاهوری         | ۱۹ام-درگذشته ۱۹۳۸ | ۱۹    | ۴     | ۳               |            | ۱ طرز دری۱         |        |                      |
| پروین اعتصامی        | ۱۹ام/درگذشته ۱۹۴۱ | ۲     |       | پارسا و پارسایی |            |                    |        |                      |

## فردوسی

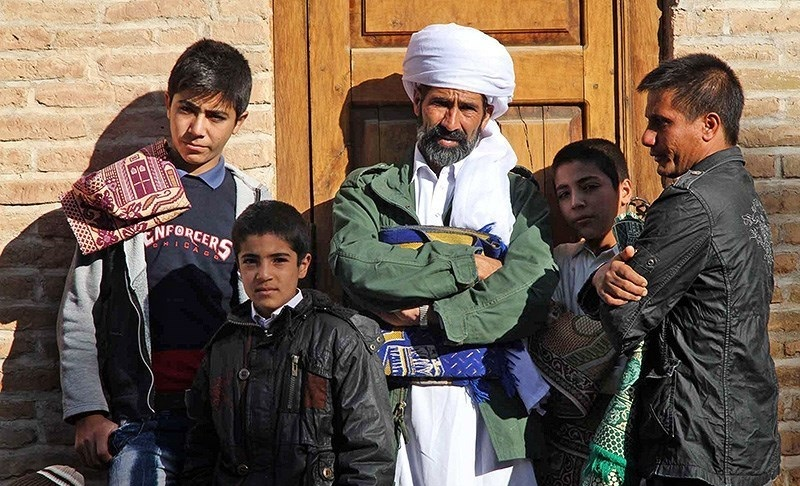
اهالی تربت جام خراسان

فردوسی، سرایندهٔ شاهنامه در ۳۲۹ هجری قمری دهکدهٔ پاژ، توس، خراسان به دنیا آمده و اصلیت او از خراسان می‌باشد، و از بزرگ‌ترین شاعران ایران است.

## افراد مشهور خراسان بزرگ

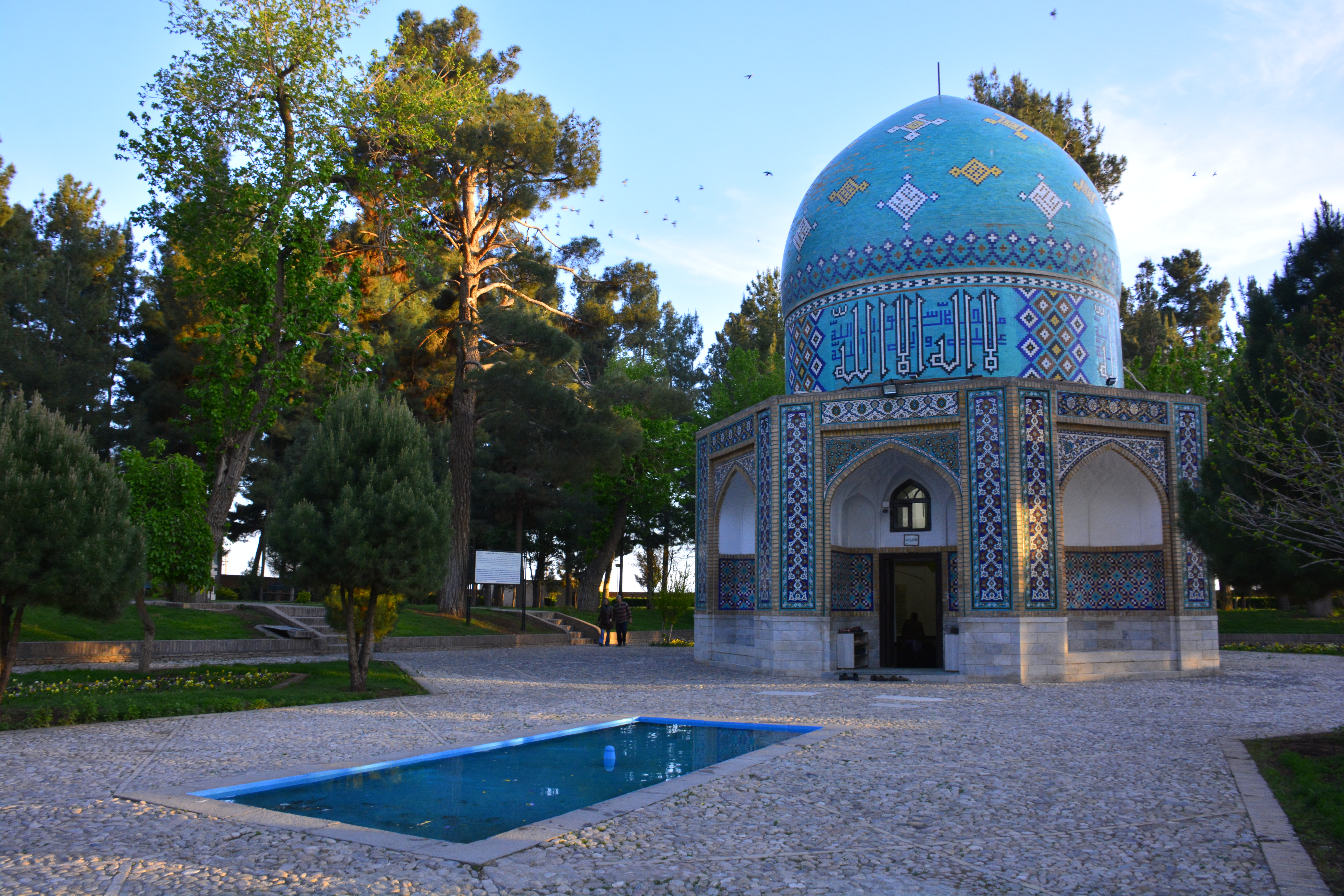
آرامگاه عطار نیشابوری

● نادر شاه افشار
●فردوسی
- علی بن موسی الرضا
- شیخ طوسی
- خواجه نصیرالدین طوسی
- خواجه نظام الملک توسی
- شیخ احمد جامی
- عمر خیام
- ابو مسلم خراسانی
- نورالدین عبدالرحمن جامی
- ابوالوفا بوزجانی
- ابوعلی سینا
- جابر بن حیان
- جلال الدین محمد بلخی
- خواجه عبدالله انصاری هروی
- ابوریحان بیرونی
- سنایی غزنوی
- ناصر خسرو قبادیانی
- عنصری بلخی
- کمال الملک
- فاضل تونی
- میرتونی
- محمدتقی بهار
- شفیعی کدکنی
- محمدرضا شجریان
- پرویز مشکاتیان
- فارابی
- ابوحنیفه نعمان بن ثابت
- خوارزمی
- امام بخاری
- رودکی
- دقیقی
- ابومنصور عبدالرزاق
- ابوالفضل بیهقی
- عطار
- رابعه بلخی
- شیخ طبرسی
- ملا عبدالله فاضل تونی
- بدیع‌الزمان فروزانفر

## صوفیان و عارفان خراسان بزرگ

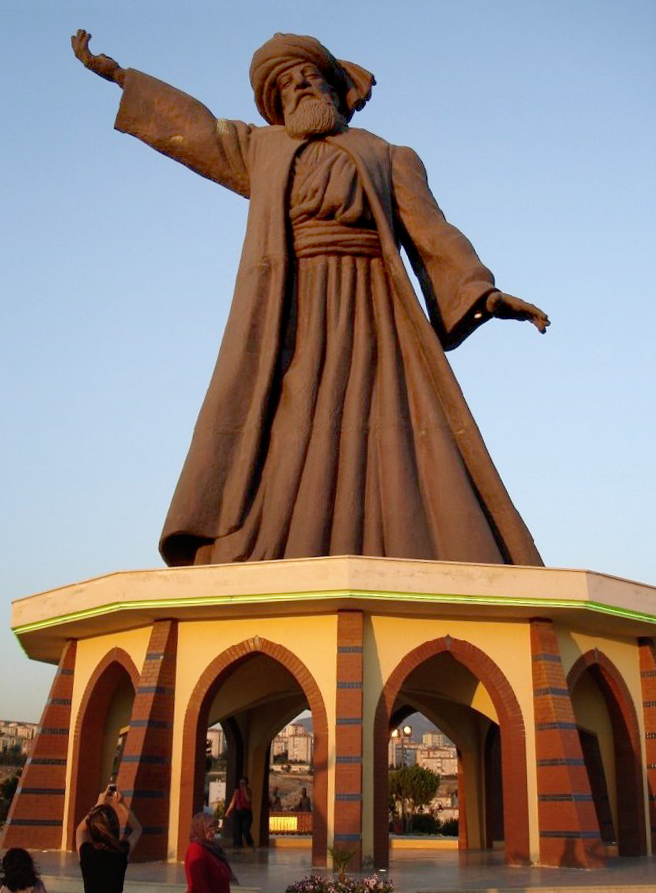
مولوی

### صوفیان و عارفانی که در عصر حاضر بیشتر شناخته شده‌اند
- فریدالدین عطار نیشابوری
- بایزید بسطامی
- ابوالحسن خرقانی
- ابوسعید ابوالخیر
- خیام نیشابوری
- شیخ احمد جامی
- مولانا
- خواجه عبدالله انصاری هروی
- سید محمد نوربخش خراسانی
- عزیزالدین نسفی

### صوفیان و عارفانی که در دورهٔ کنونی کمتر شناخته شده‌اند
از آنجا که مرکز تصوف ایران در خراسان به ویژه نواحی شمال و نیشابور بوده است و نام بسیاری از پیشگامان این مکتب انسانیت بجز بایزید بسطامی و ابوالحسن خرقانی و ابوسعید ابوالخیر و عطار نیشابوری از یادها رفته، در مجموعه شش جلدی «پیران خراسان» تألیف جواد نوربخش شرح حال پیران پیشکسوتان طریقت صوفیه آورده شده است.
- ابوالحسین نوری بغوی خراسانی[۴۶] ابوالحسین یا ابوالحسن نوری احمد بن محمد بن احمد بن محمد نوری، از خانواده‌ای ایرانی و اصلش از بغشور (بین سرخس و هرات) بود. وی معاصر جنید بود. در کتاب تاریخ بغداد سال مرگ وی ۲۹۵ و مرآت الجنان یافعی ۲۸۶ هجری ذکر شده است. چون خبر مرگ او را به جنید دادند گفت: «نصف این علم از میان رفت.»،[۴۷]

در بزرگداشت وی:
عطار در مصیبت نامه گوید:
| ور کمال و صفو نوری بایدت |  | از زر تاریک دوری بایدت |

روزبهان بقلی گوید: مسند عارفان و شمشیر شطّاحان و رئیس واجدان و پیشرو مخلصان در زمان خویش ابوالحسین نوری، او را بود زبان حقایق، در همه علوم کامل، و در کرامات و آیات بحر فهم،
جنید گفت: تا نوری برفت هیچ‌کس از حقیقت صدق سخن نگفت، که صدیق زمانه بود،
سخنانی از ابوالحسین نوری:
«تصوّف رسوم و علوم نیست ولیکن اخلاق است». «تصوف آزادی است و جوانمردی و ترک تکلّف و سخاوت.» «هرکه چیزها را به خداوند تعالی داند و از آن وی شناسد اندر همه چیزها، رجوعش به وی باشد نه به چیزها.» «نعت درویش آن است که چون بیابد بیارامد و چون بیابد بدهد.»
- ابوعلی سندی[۵۲] - اواخر قرن دوم و اوایل قرن سوم هجری، اهل سند یا سُد از دهات اطراف بسطام، و از استادان بایزید بسطامی برشمرده می‌شود.

سخنانی در بزرگداشت وی:
بایزید بسطامی گوید: «من از ابوعلی علم فنای در توحید آموختم.» و بازگوید «در صحبت ابوعلی سندی بودم، من به او آنچه را که از واجبات بود تلقین می‌کردم و او مرا علم توحید و حقایق می‌آموخت.»
برخی سخنان ابوعلی سندی:
«علم کامل نشود، جز به تهذیت حال و حال مهذب نگردد مگر به یاری پیر و پیروی وی». «دل بد مدار و زبان طعن از دیگران کوتاه کن و خود را مستای و هنر مفروش تا روزگارت به راحت و آسایش بگذرد.»
- ابوتراب نخشبی[۵۲] - عسکر بن محمد بن حصین نخشبی در بغداد می‌زیست. نخشب شهری میان بخارا و بلخ بوده.[۵۶] پیر هرات وی را از اقران ذوالنون شمرده است و جامی در نفحات الانس او را از اقران ابوحاتم عطار بصری نام برده است. در طبقات الشافعیه آمده که وی مصاحب حاتم اصم بود تا بمرد.

بزرگداشت:
عطار گوید: آن مبارز صف بلا، آن مرد میدان وفا، آن عارف صدق و صفا، آن فرد ایوان تقوی، آن محقّق حق و نبی، قطب وقت ابوتراب نخشبی - رحمة الله علیه - از عیّارپیشگان طریقت بود و از مجرّدان راه بلا، و از سیّاحان بادیه فقر بود، و از سیّدان این طایفه، در مجاهده و تقوی قدمی راسخ داشت، و در اشارات و کلمات نَفَسی عالی.
ابن جلا گوید: سیصد پیر را خدمت کردم، در میان ایشان بزرگتر از چهار تن نبود: ذوالنون مصری، ابوتراب نخشبی، ابوعبید بسری، ابوالعباس عطاء، اول آن‌ها ابوتراب نخشبی بود.
- محمد بن علی ترمذی[۵۲]

ابوعبدالله محمد بن علی حکیم ترمذی. ترمذ نام شهری است مشهور به خراسان از بلاد ماوراءالنهر بر لب جیحون. وی از عرفاً و پیران سده سوم خراسان بود و پیرو مذهب حنفی. ترمذیان به او اقتدا کنند مذهب او بر علم بود که عالم ربّانی بود و مقلد کس نبود که صاحب کشف و اسرار بود. او را حکیم الاولیاء می‌خواندند. تاریخ وفات وی ۲۵۵ هجری و ۲۸۵ هجری ذکر شده که به نظر می‌رسد ۲۵۵ صحیح تر باشد.
آثار منسوب به ترمذی: الفروق، المحاجة و المجادله، المناظرة و المغالبة، الانتصار و الانتقام، و هلم جرا من امور متقاربة المعنی، غرس الموحدین، عودالامور، المناهی، شرح الصلوة.
بزرگداشت: ابن عربی دربارهٔ اقطاب مقام ملک المک گوید: از اقطاب این مقام که پیش از ما بوده‌اند محمد بن علی ترمذی حکیم است و از شیوخ ما ابومدین؛ و این مقام، مقام امام است.
عطار نیشابوری گوید: آن سلیم سنت، آن عظیم ملت، آن مجتهد اولیاء، آن منفرد اصفیا، آن محترم حرم ایزدی، شیخ وقت محمد بن علی ترمذی - رحمة الله علیه - از محتشمان شیوخ بود و از محترمان اهل ولایت … او را ریاضات و کرامات بسیار بود. در فنون علم کامل و در شریعت و طریقت مجتهد بود.
ترمذی بر برخی از آیات قرآن تفاسیری بیان داشته که برخی از آن‌ها در تفسیر سلمی (حقایق التفسیر)، کشف الاسرار میبدی و شرح تعرف جلد یک نقل شده است.
سخنانی از ترمذی: «از شرایط اهل خدمت فروتنی و فرمانبردار بودن است.» «رستگاری آن سرای به زیادی اعمال نیست. همانا رستگاری آن دنیا به اخلاص اعمال و نیکویی کردن است.» «جوانمردی آن بود که راهگذری و مقیم پیش تو یکسان بود.» «هرکس از چیزی ترسد از او گریزد و هرکه از خدای ترسد در او گریزد،» «نفس خود را مواظب باش! اگر بازداری مردم را از شرّش، بیشتر حق آن را ادا کرده‌ای.»
- ابوعثمان حیری (درگذشت: ۲۹۸ ه‍.ق)[۶۳]
- ابوعلی دقاق (درگذشت: ۴۰۵ یا ۴۱۲ ه‍.ق)[۶۴]
- ابوعلی ثقفی (درگذشت: ۳۲۹ ه‍.ق)[۶۵]
- ابوعبدالله تروغبدی (درگذشت: ۳۵۰ ه‍.ق)[۶۶]
- ابوعمرو زجاجی (درگذشت: ۳۴۸ ه‍.ق)[۶۷]
- عبدالله رازی (درگذشت: ۳۵۳ ه‍.ق)[۶۸] با عبدالله رازی شاعر و نویسنده (درگذشت: ۱۳۳۴ شمسی) اشتباه نشود

## نگاره‌ها

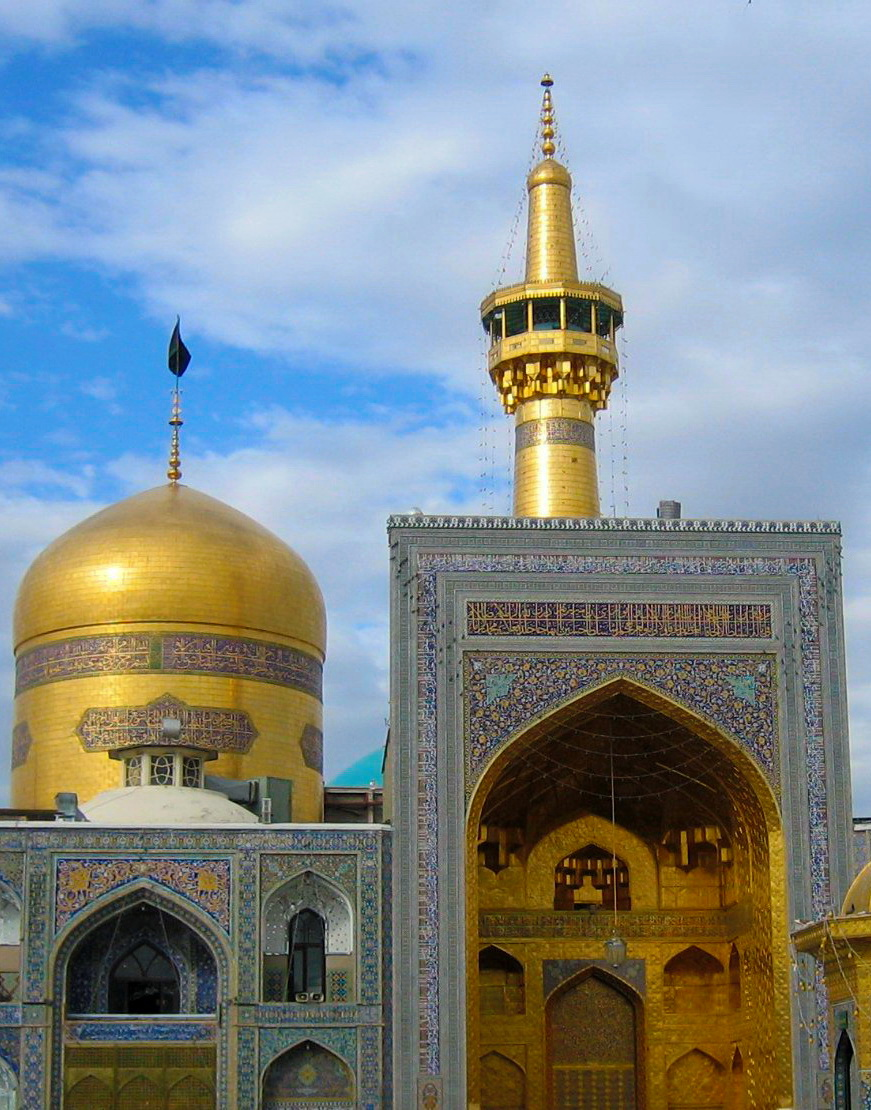
مشهد
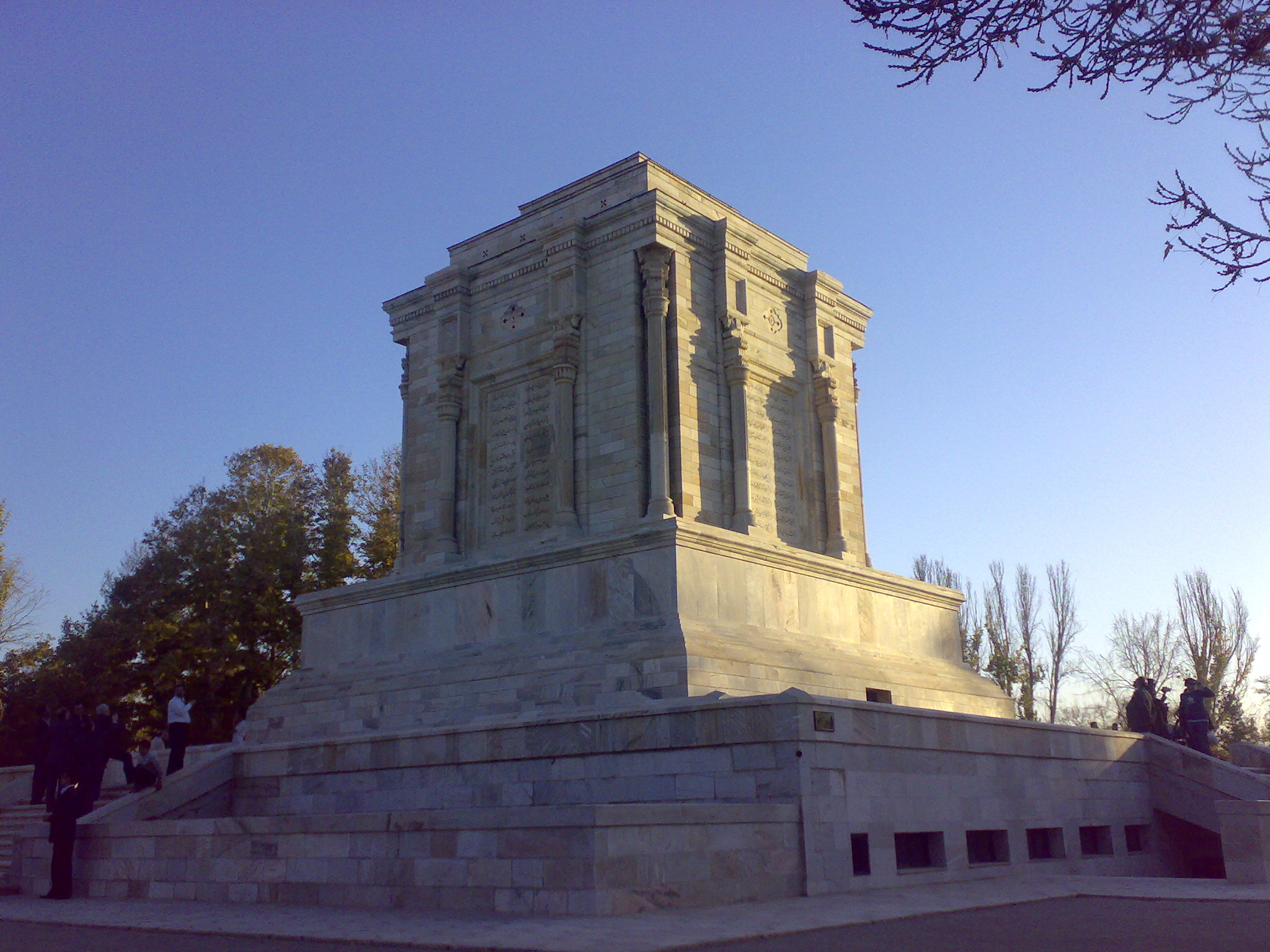
مشهد
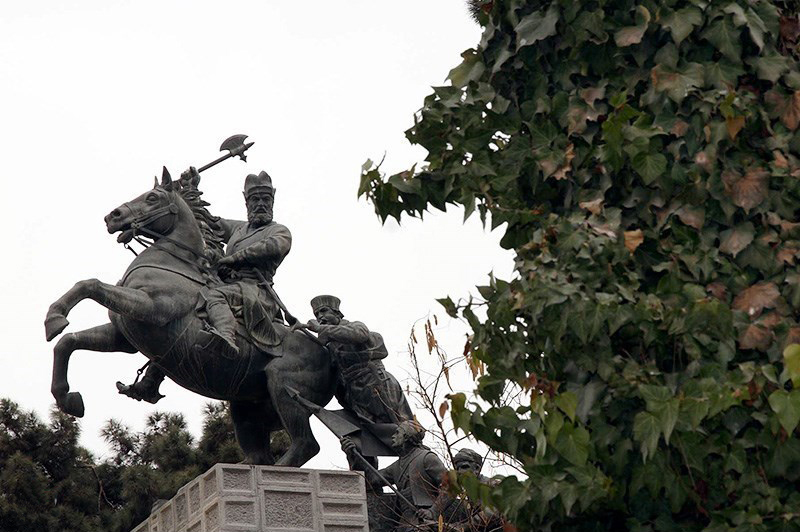
مشهد
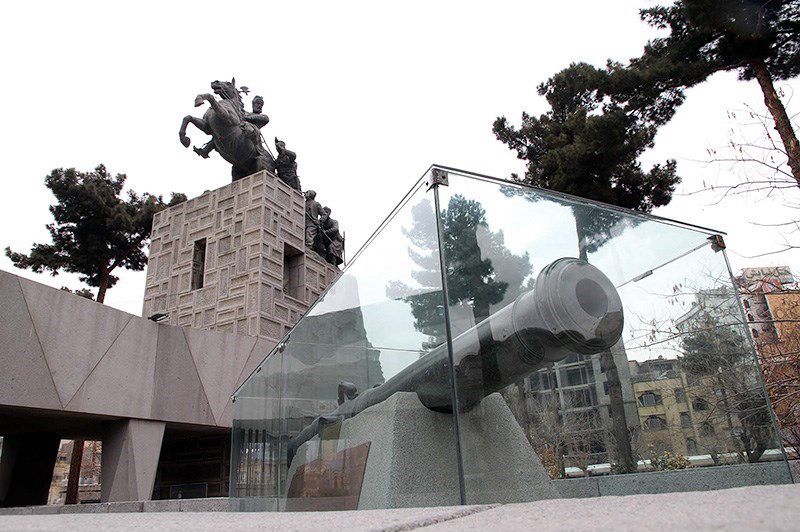
مشهد
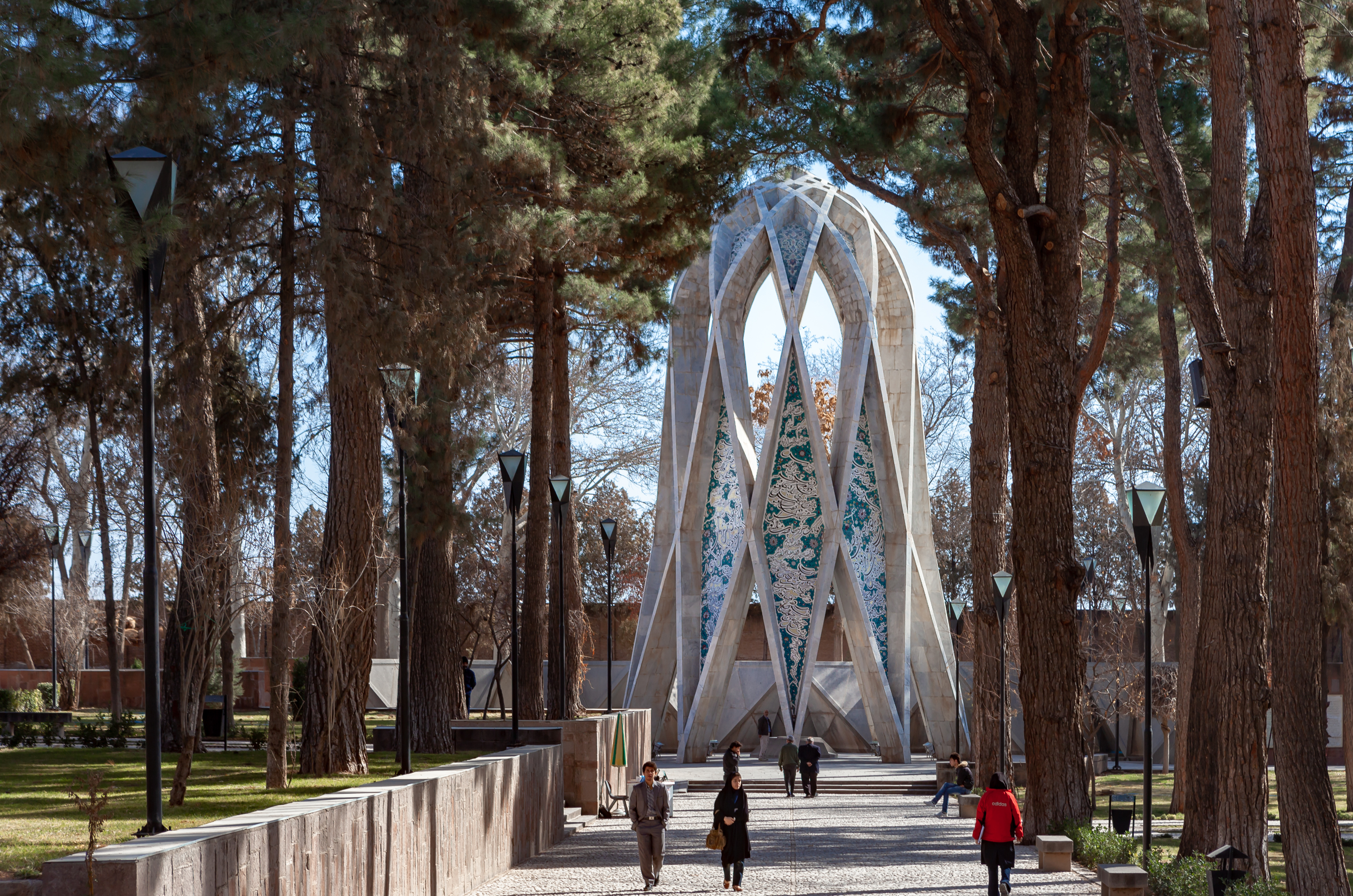
نیشابور
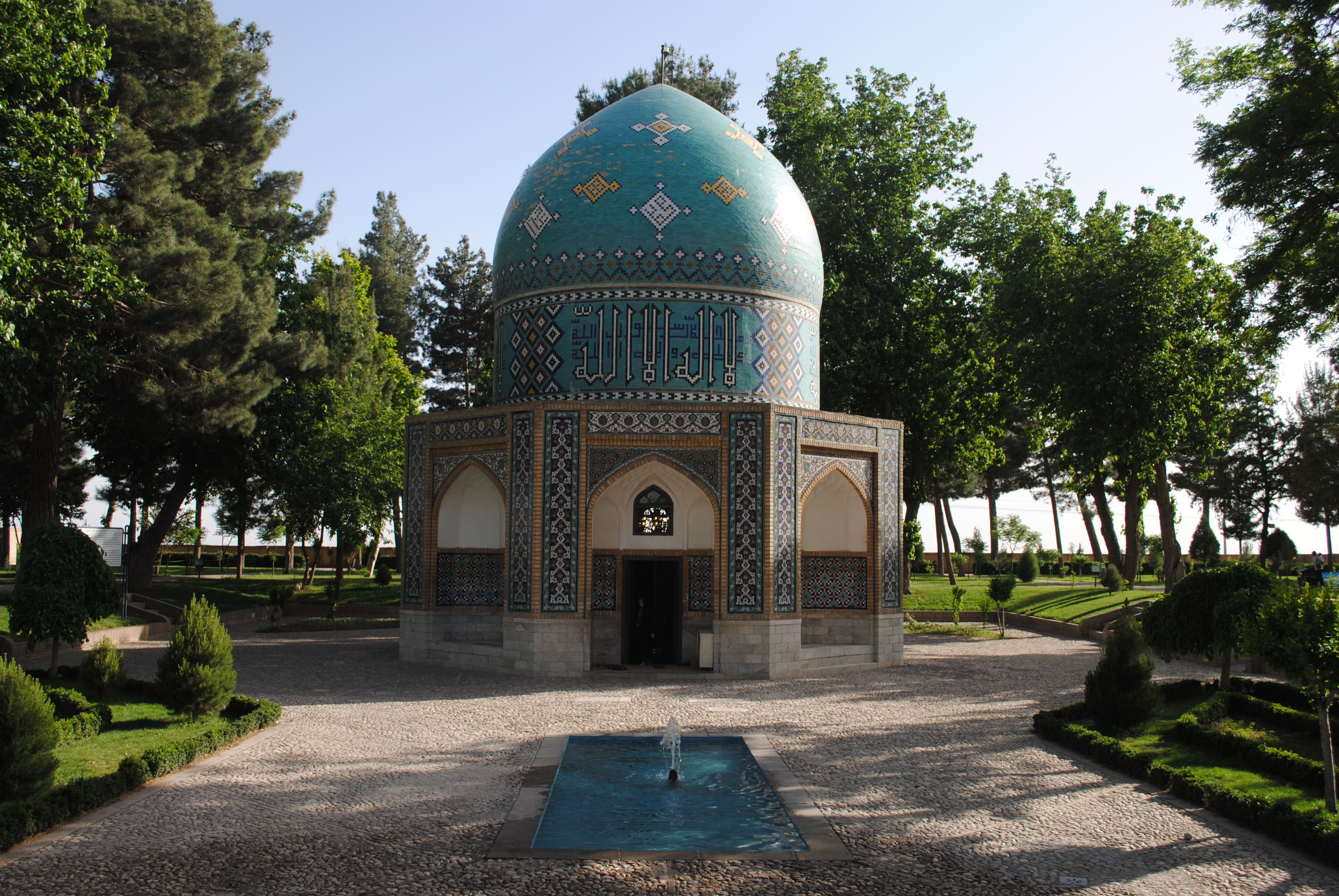
نیشابور
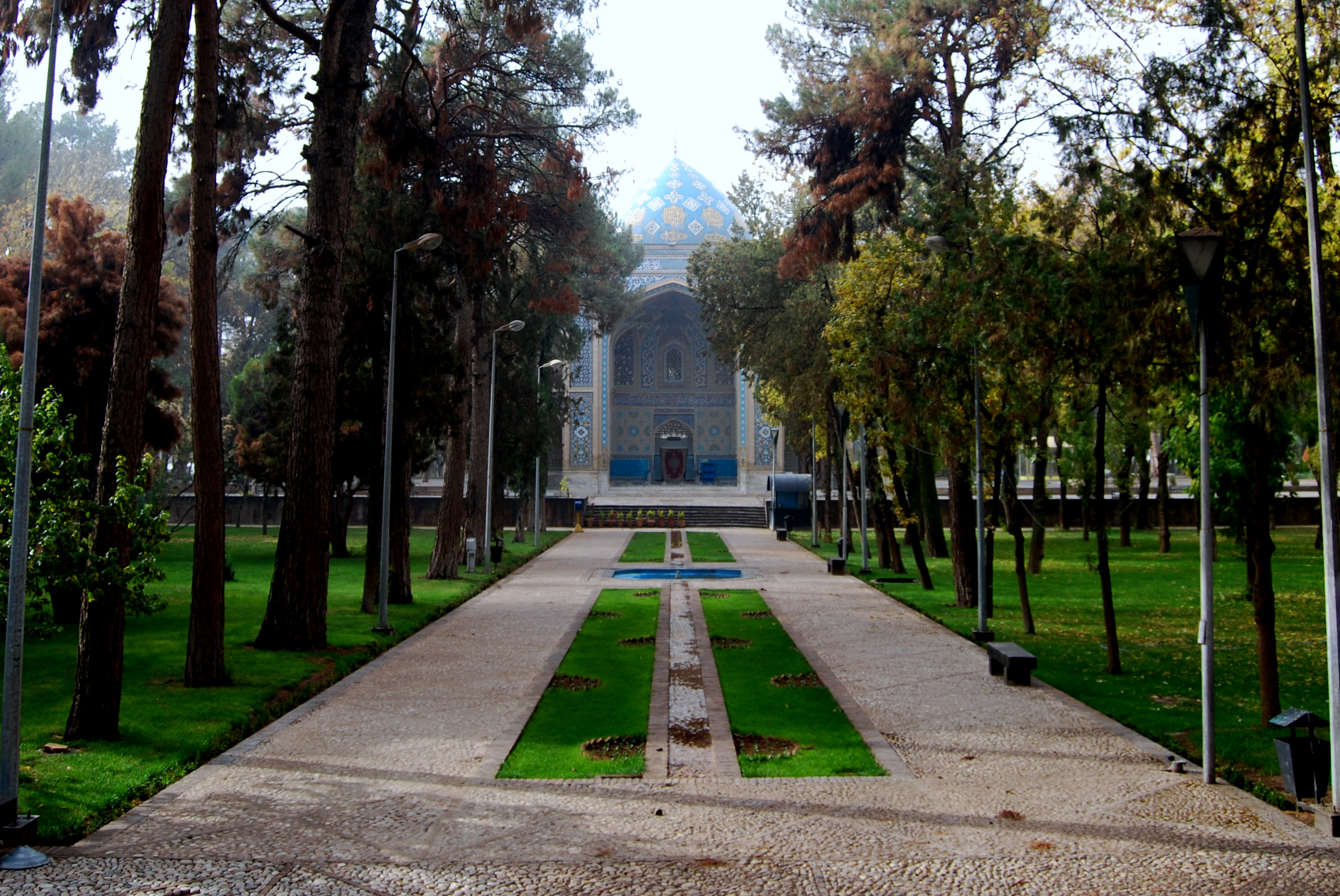
نیشابور
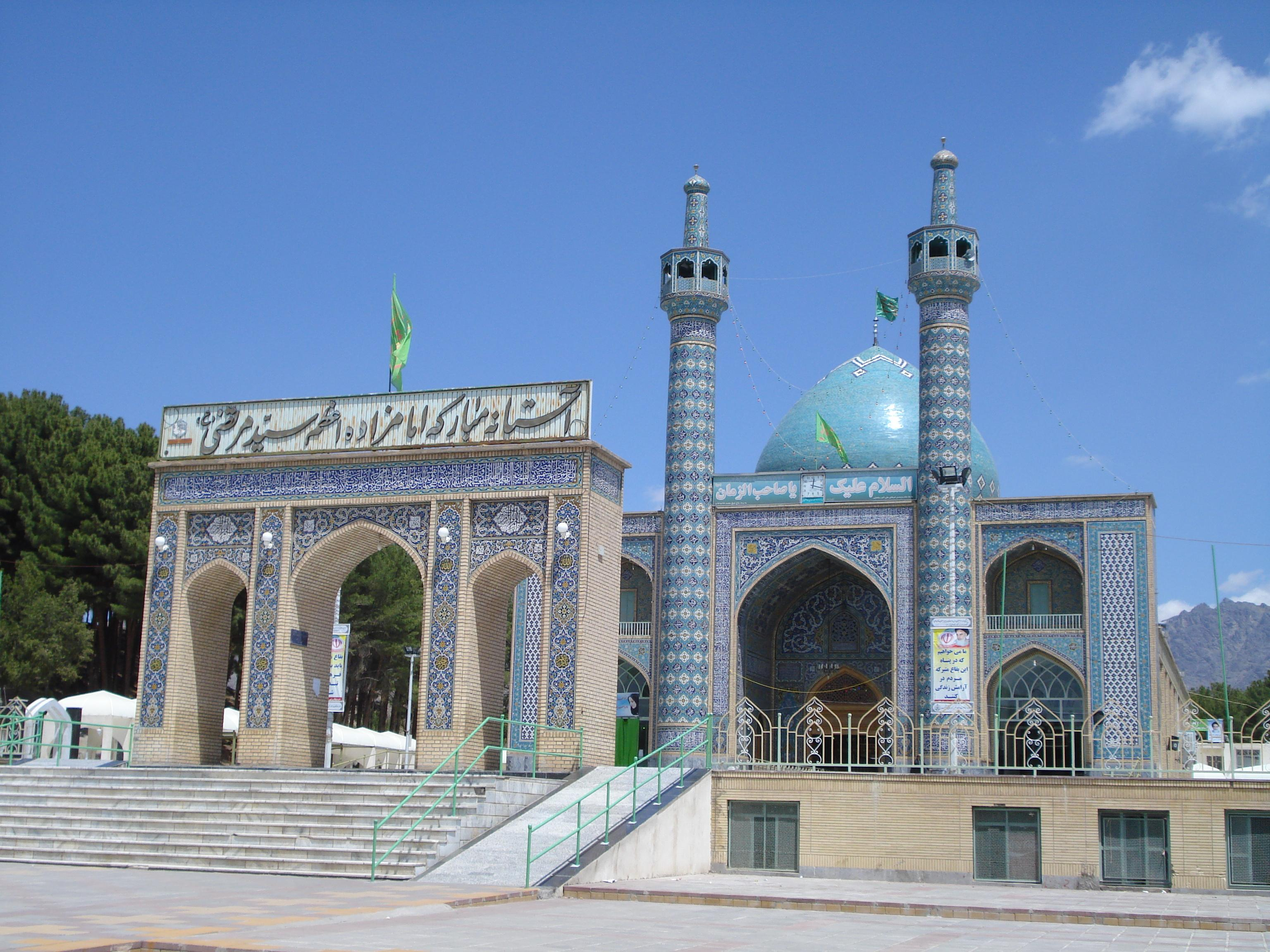
کاشمر
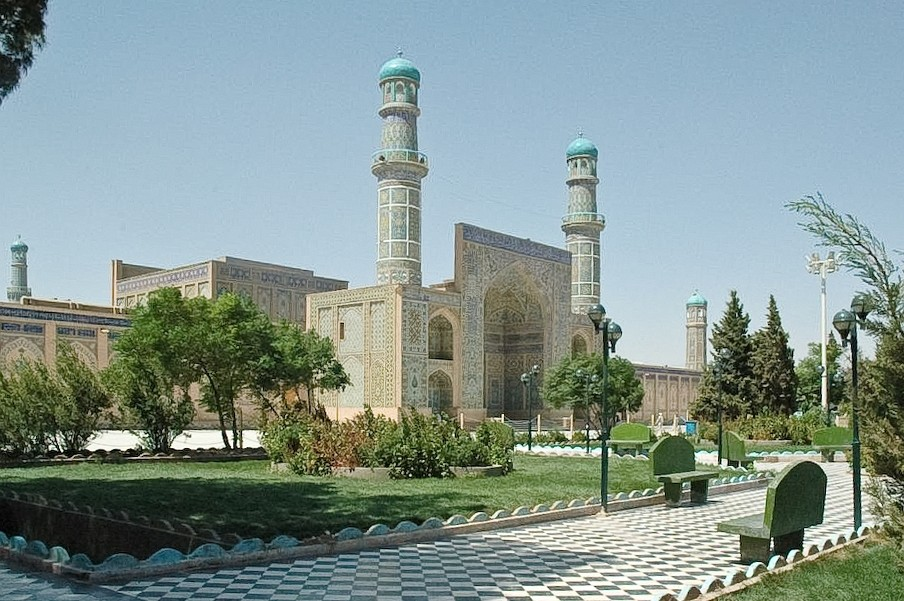
هرات
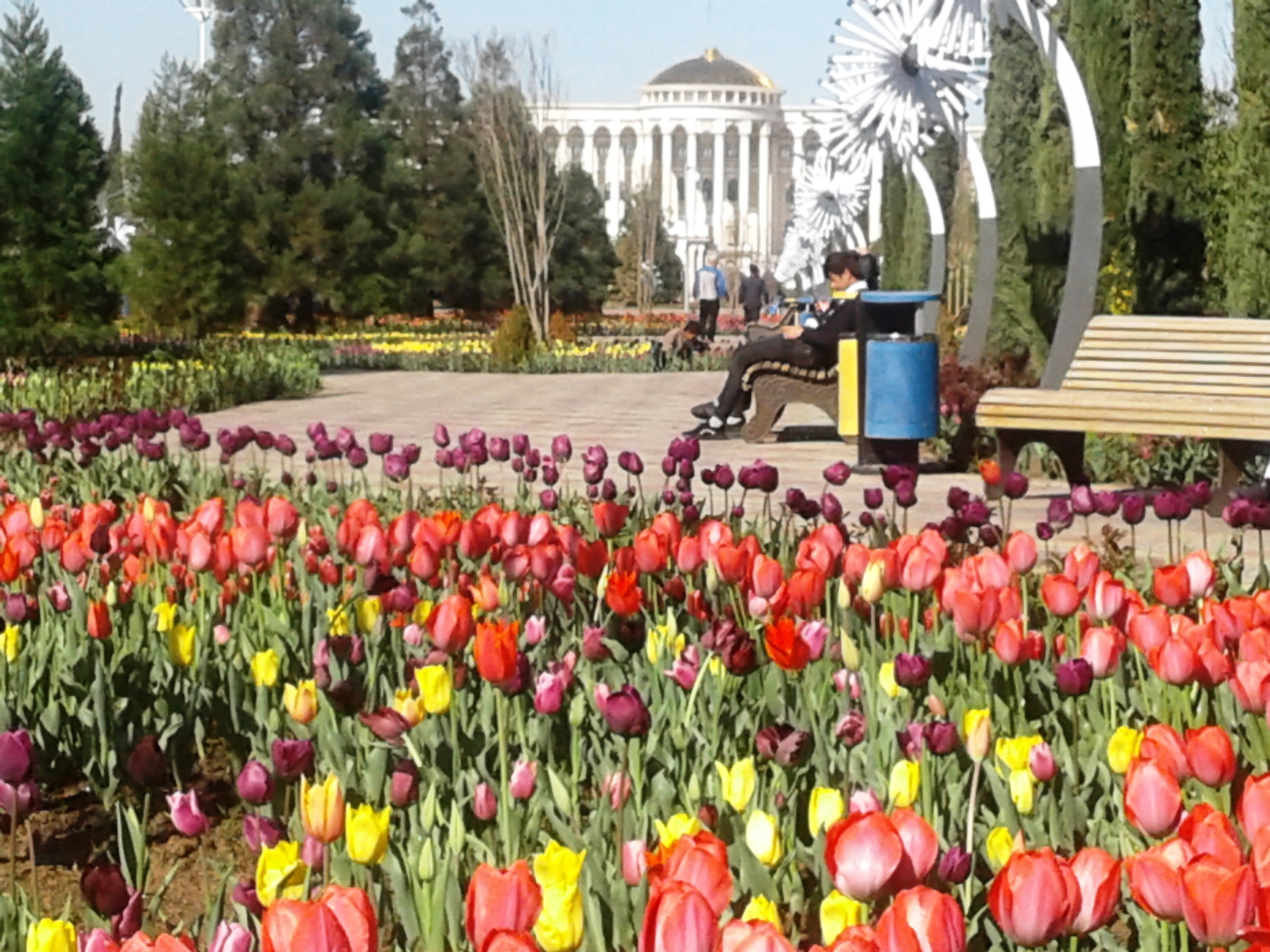
دوشنبه
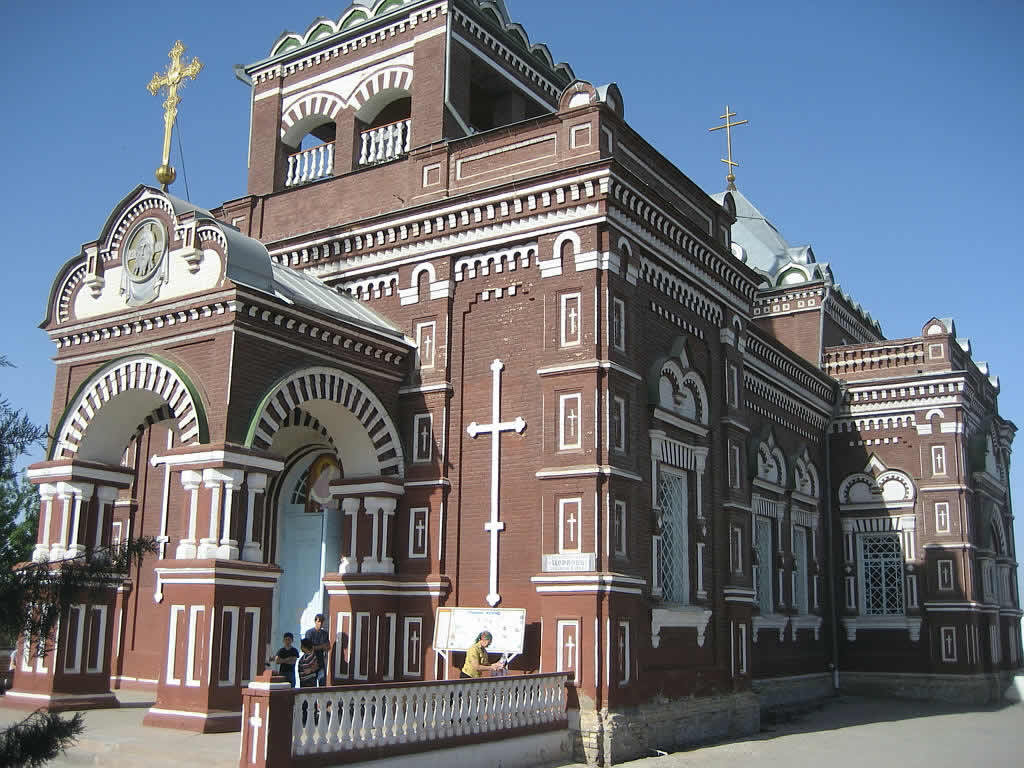
مرو
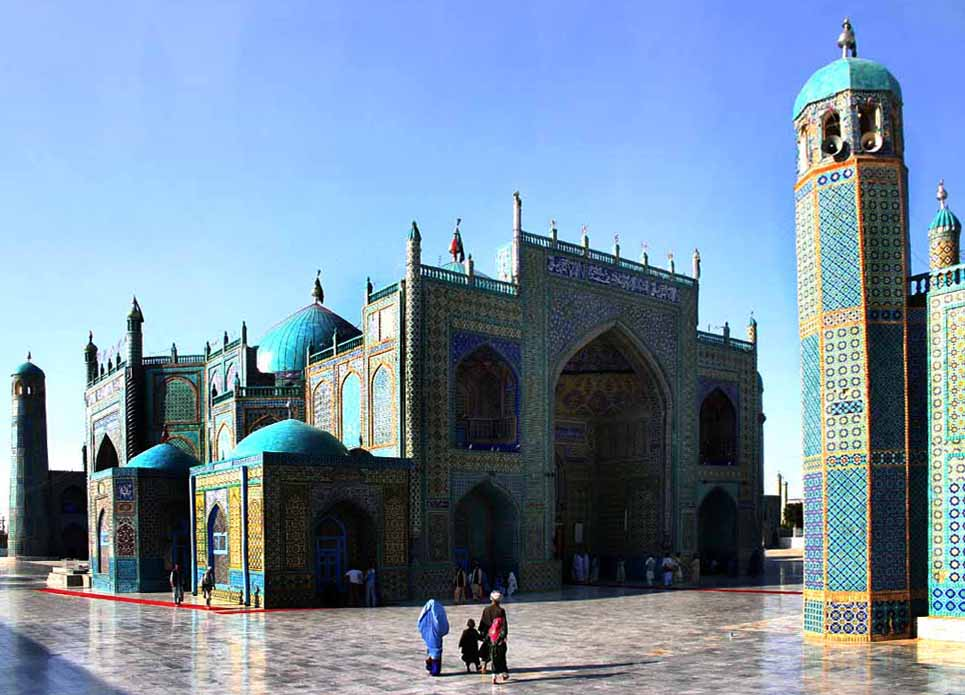
مزار شریف
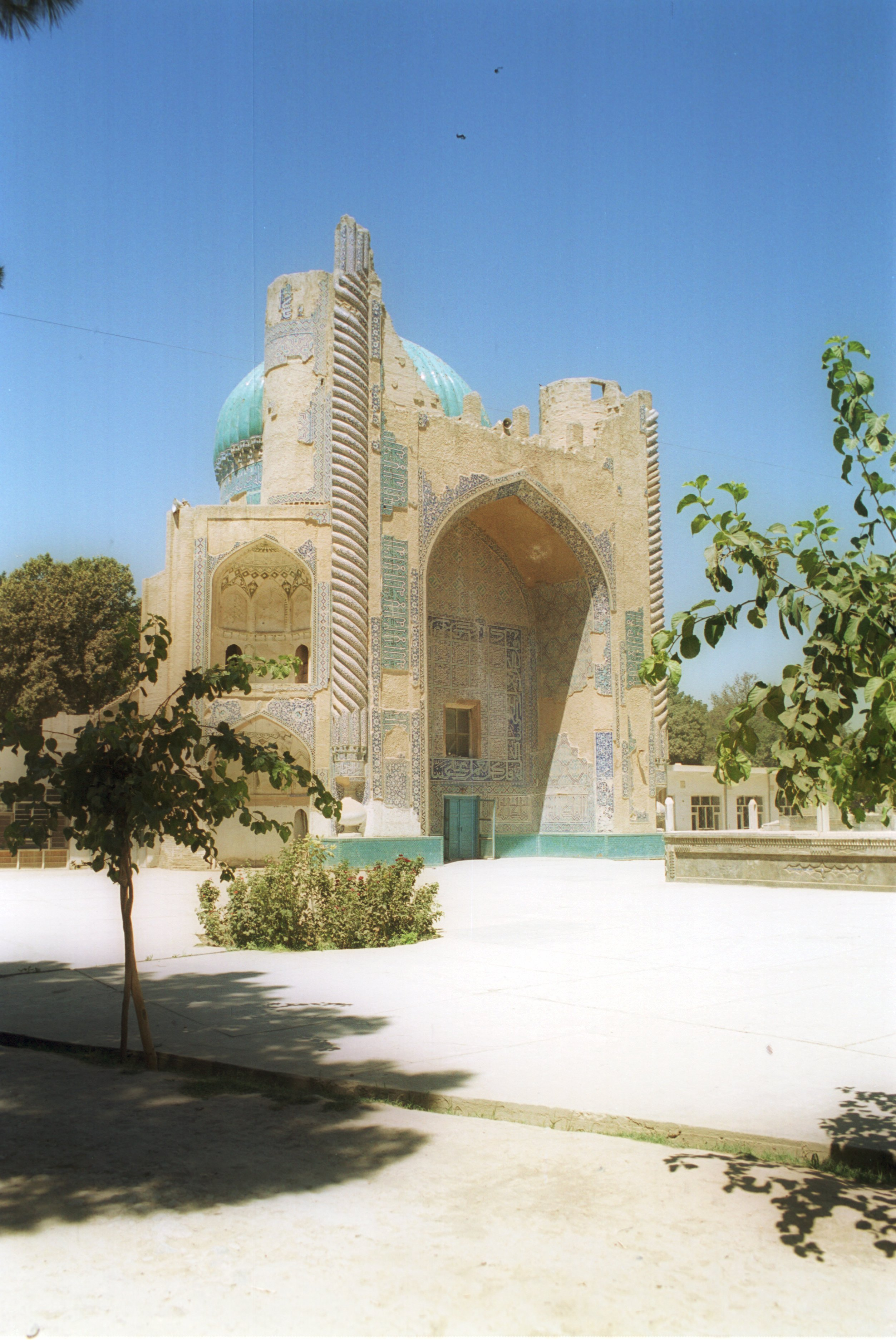
بلخ
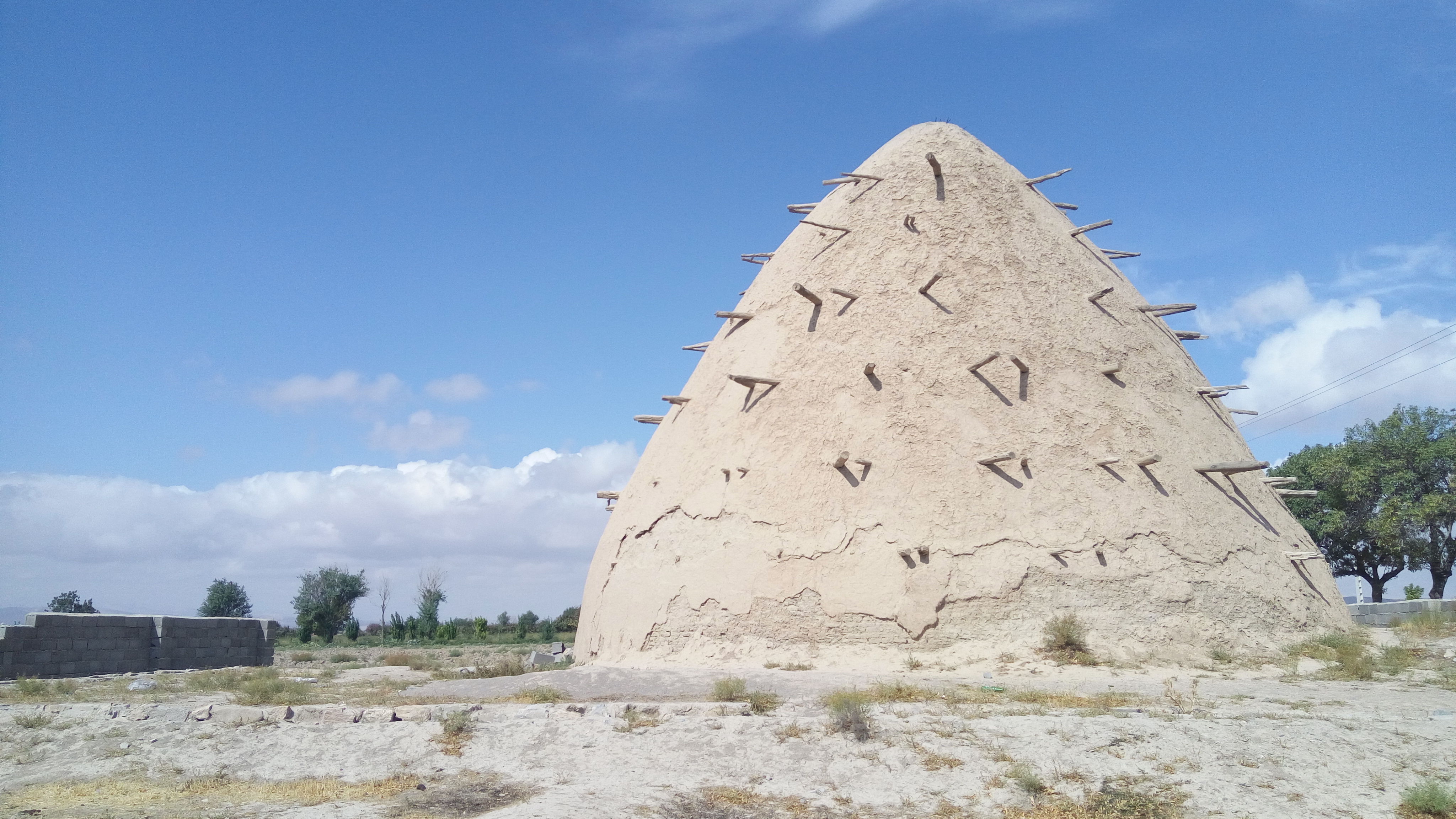
قوچان
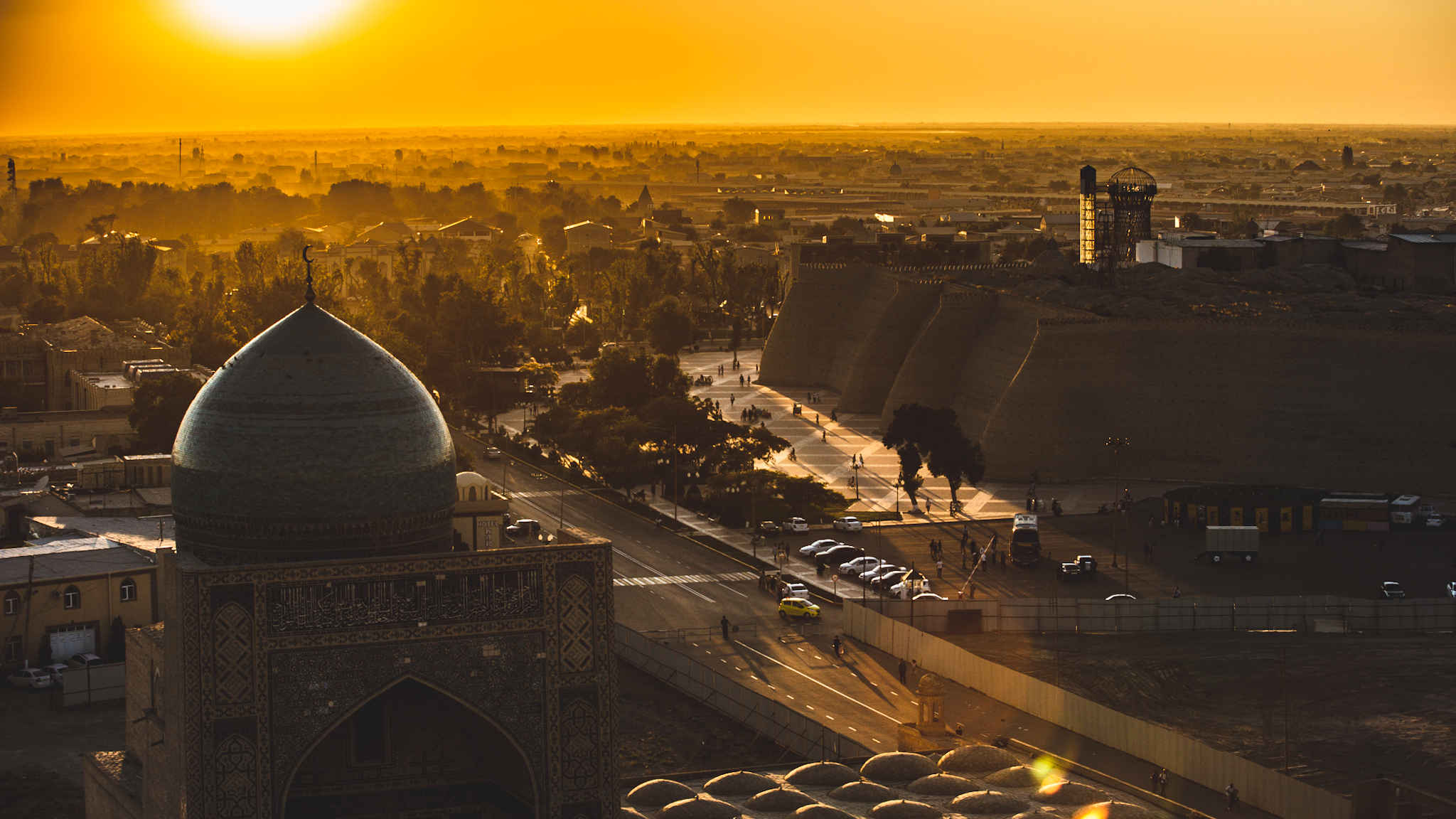
بخارا
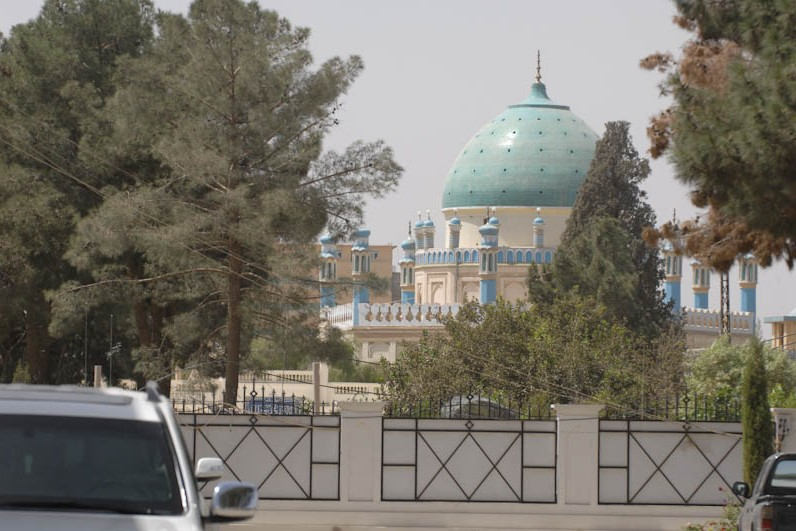
قندهار
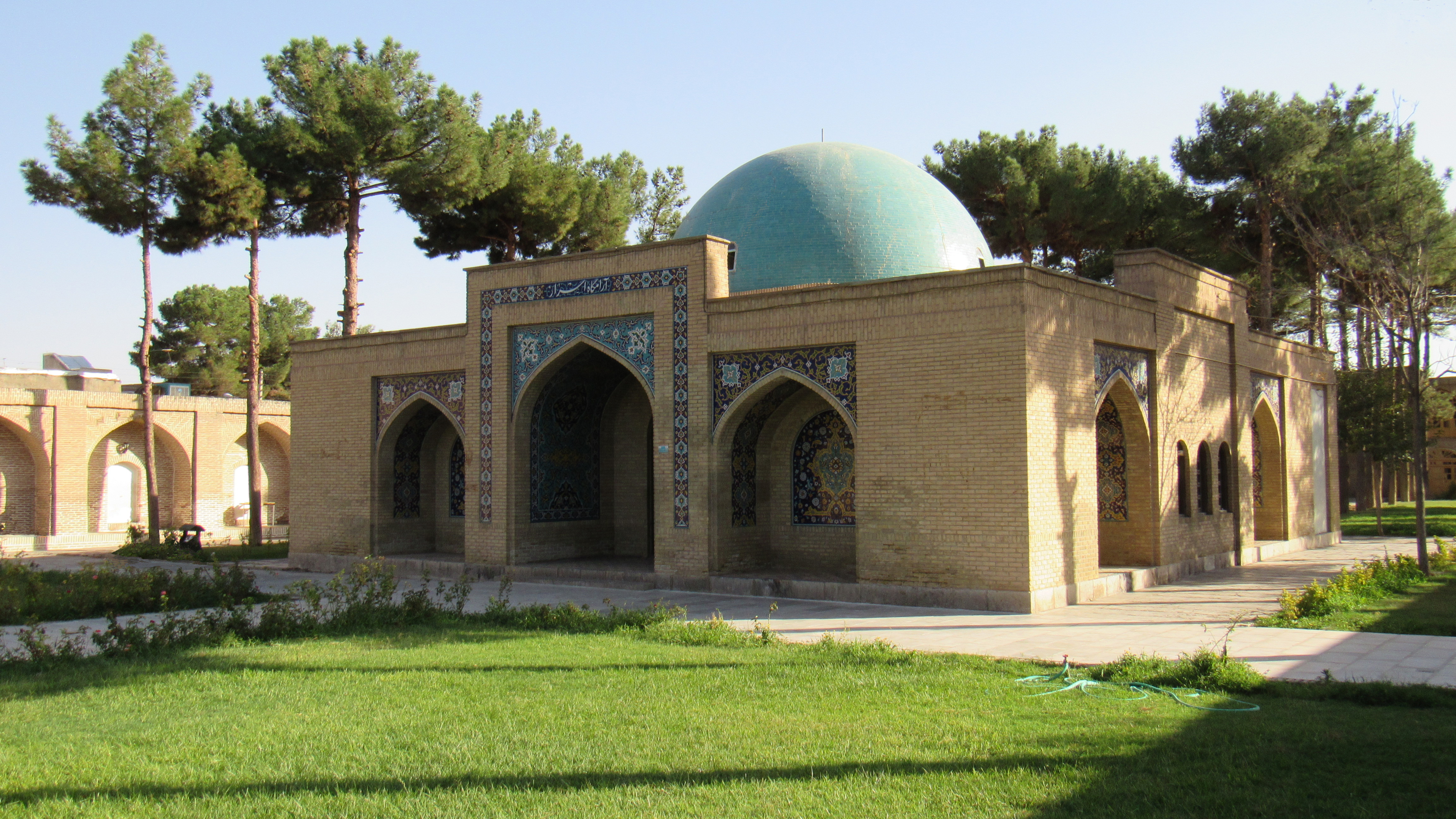
سبزوار
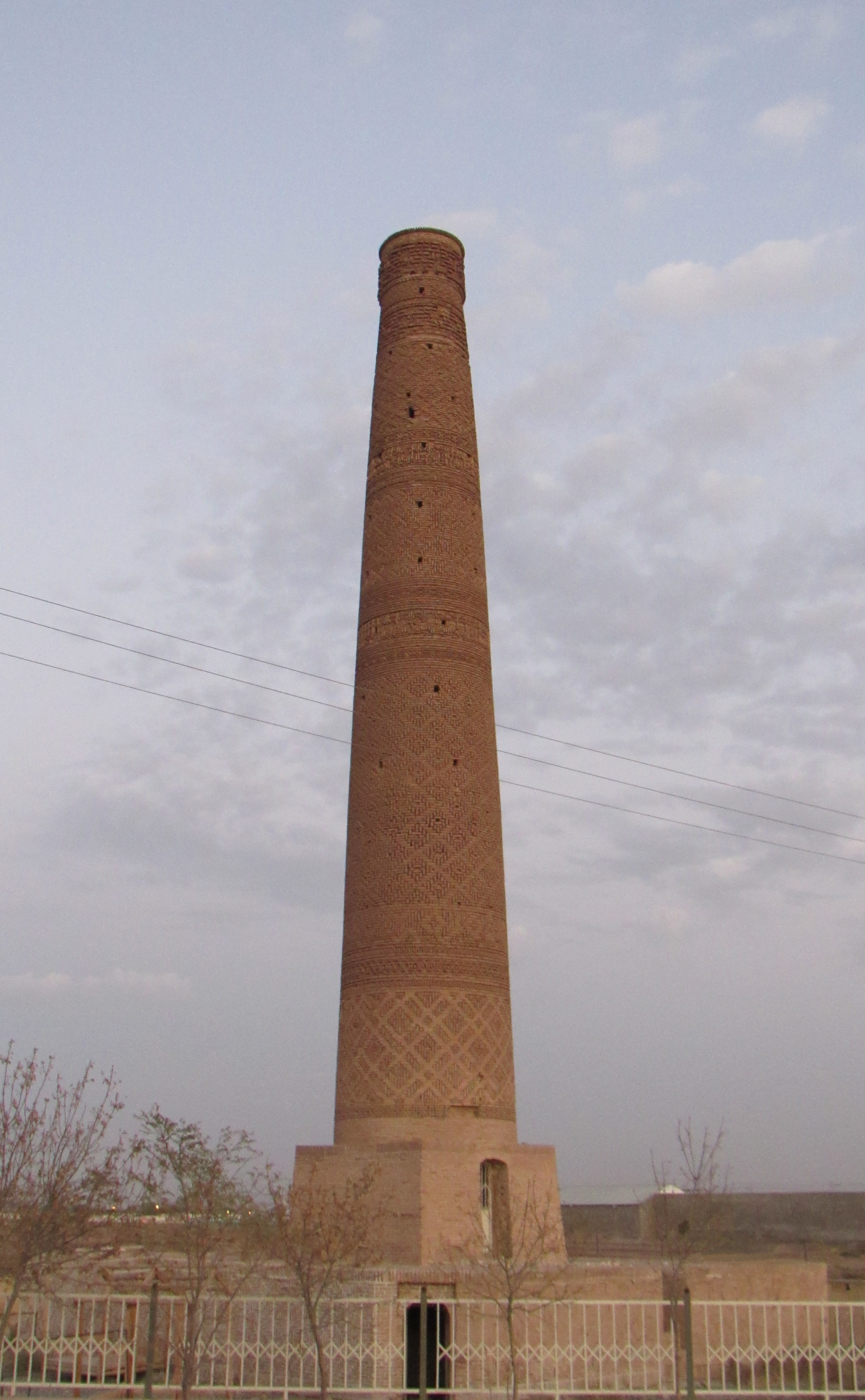
سبزوار
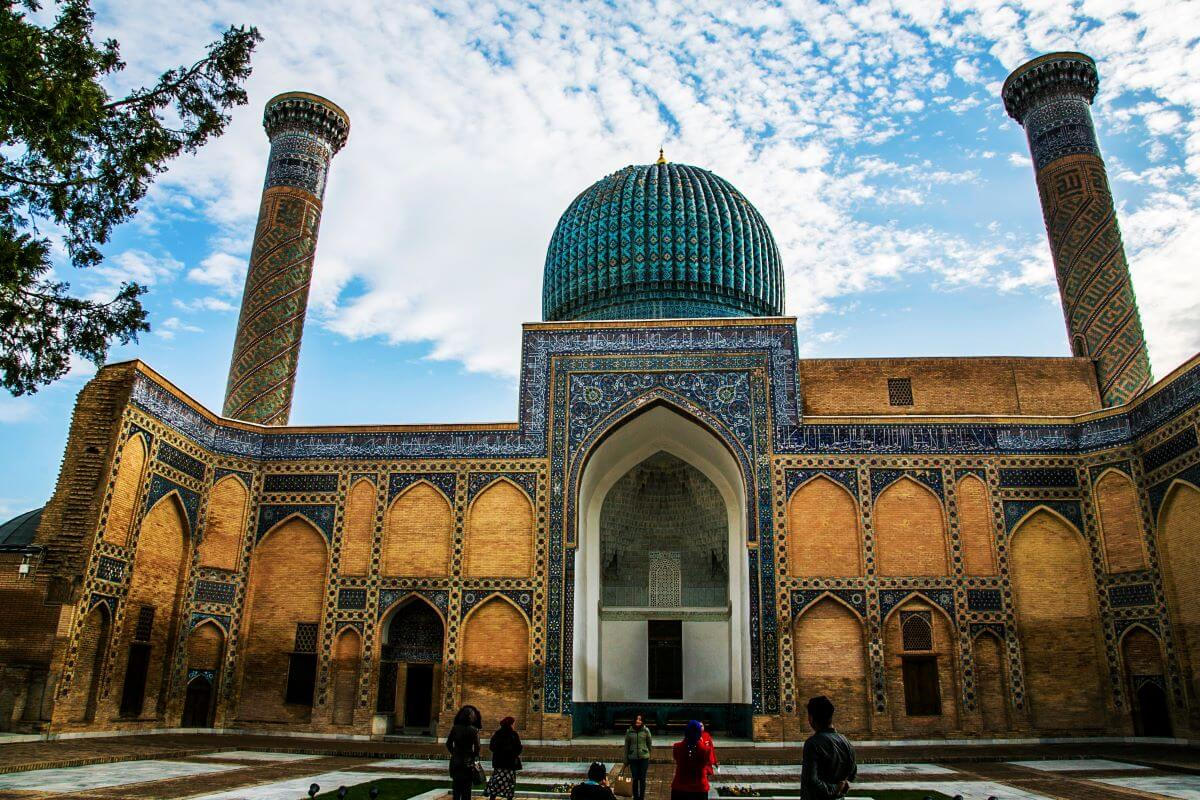
سمرقند
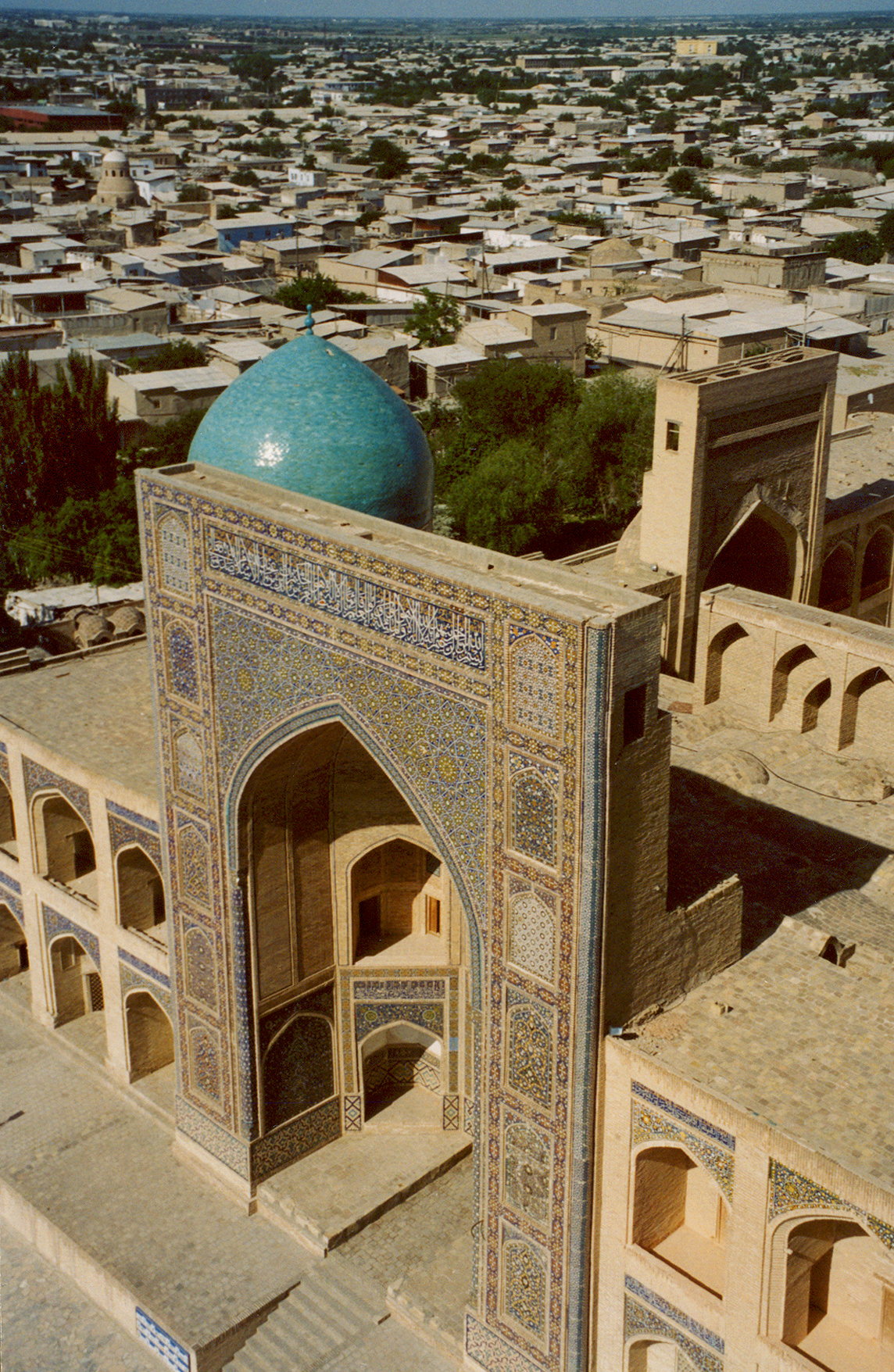
بخارا
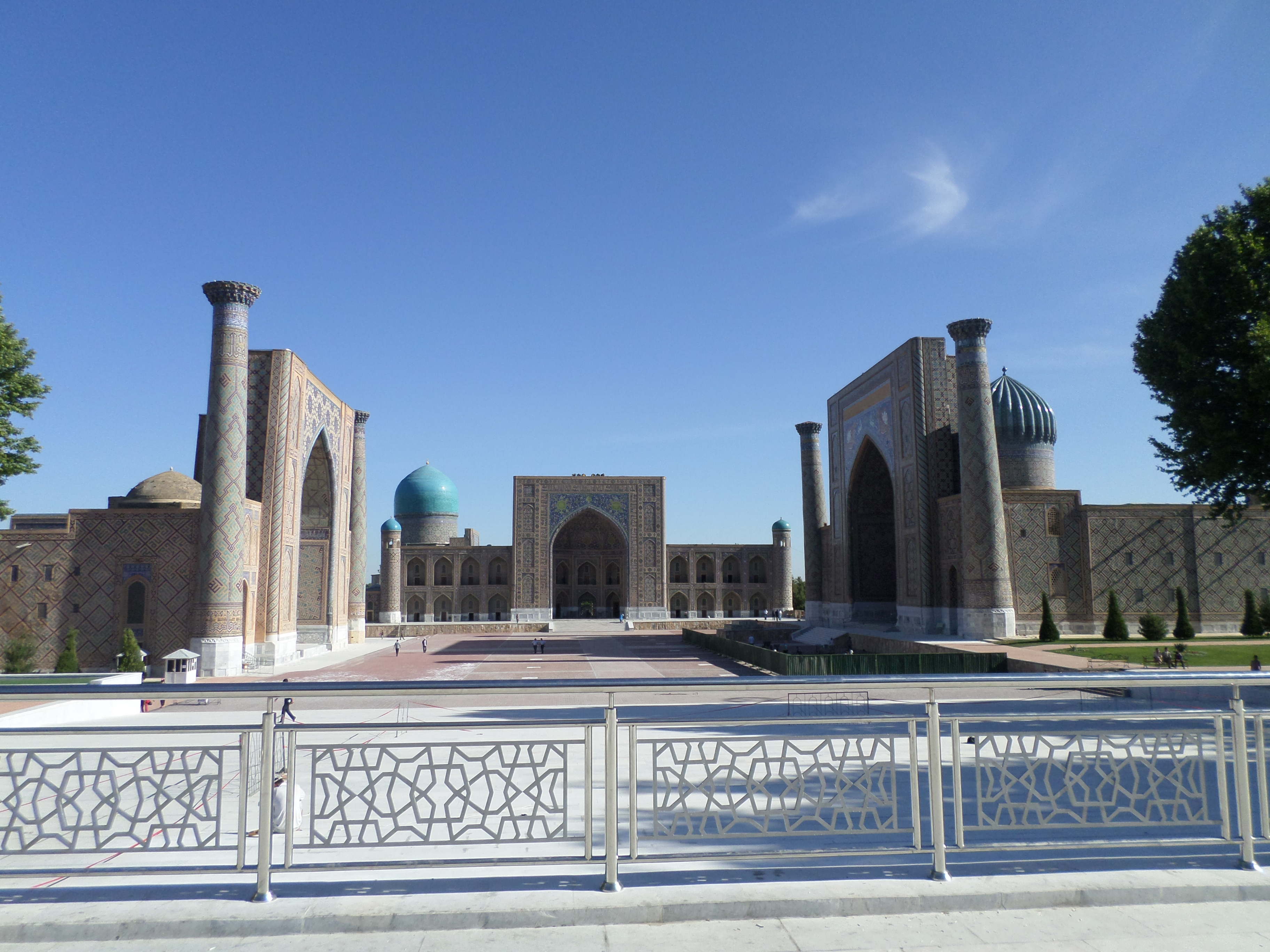
سمرقند
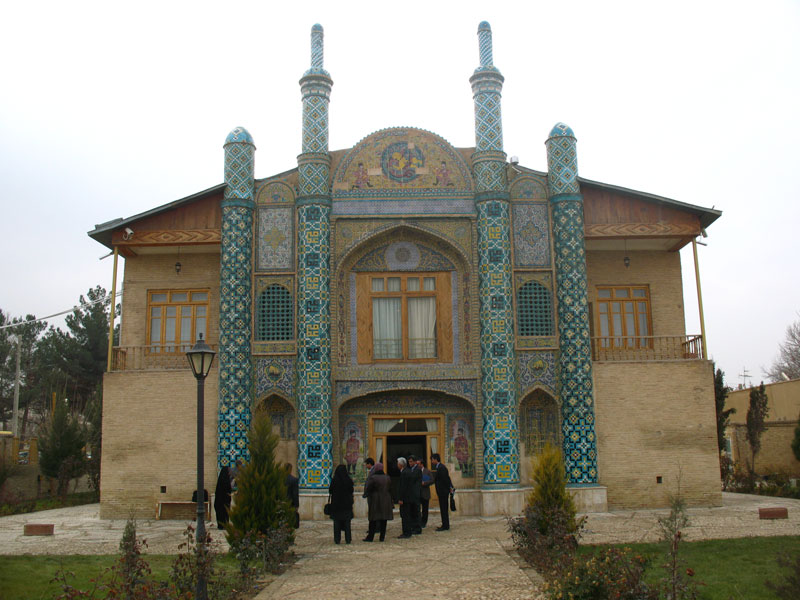
بجنورد
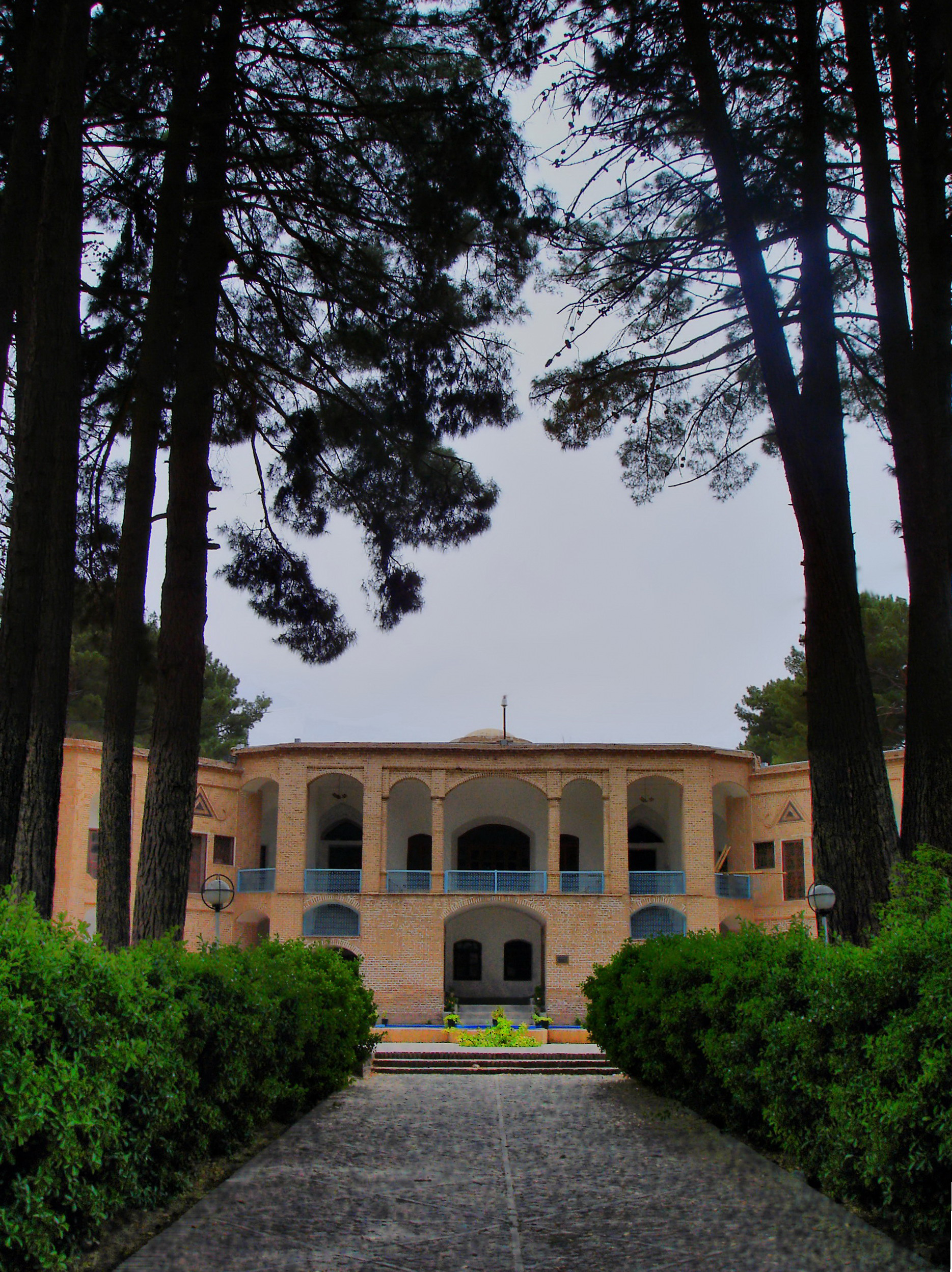
بیرجند
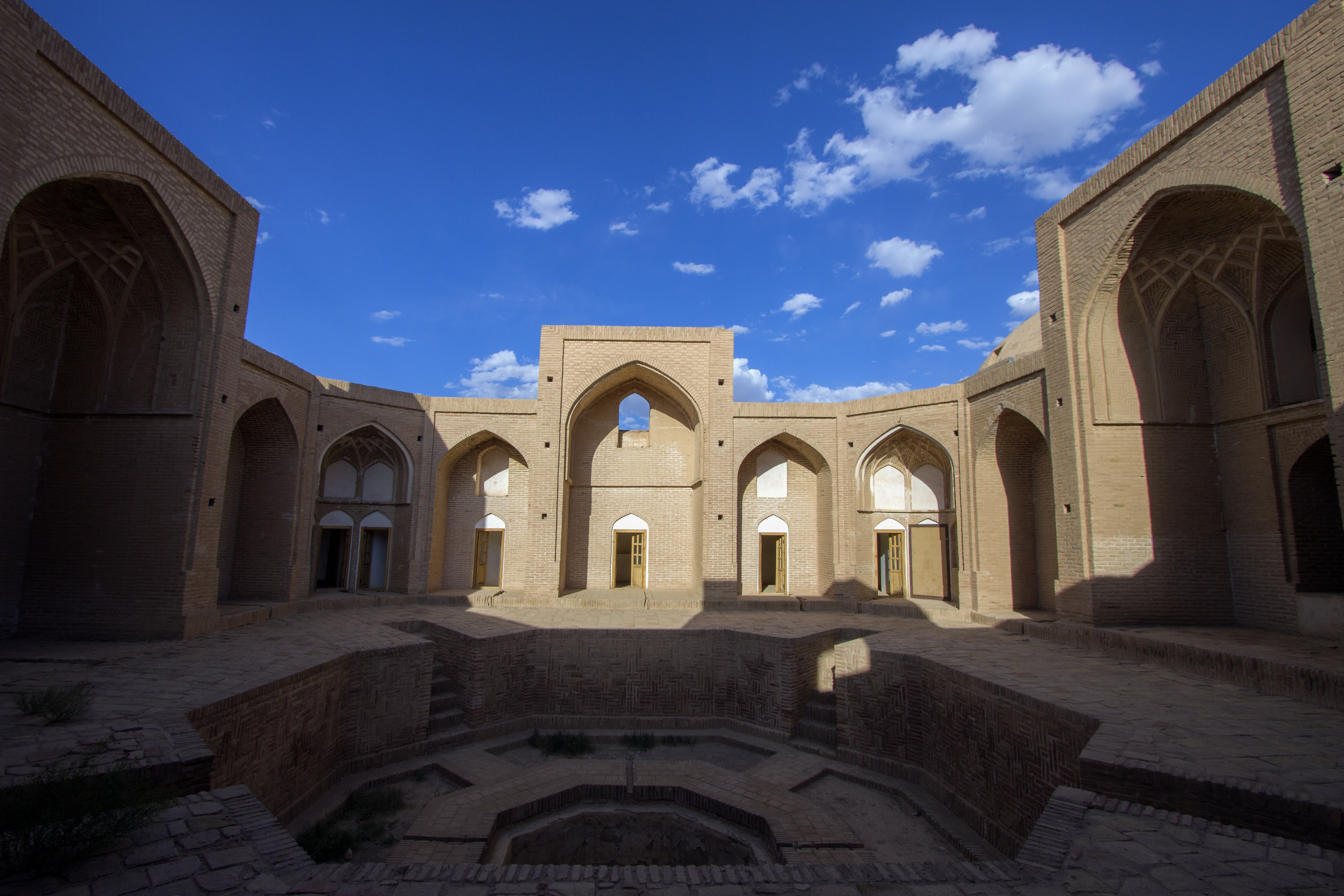
فردوس
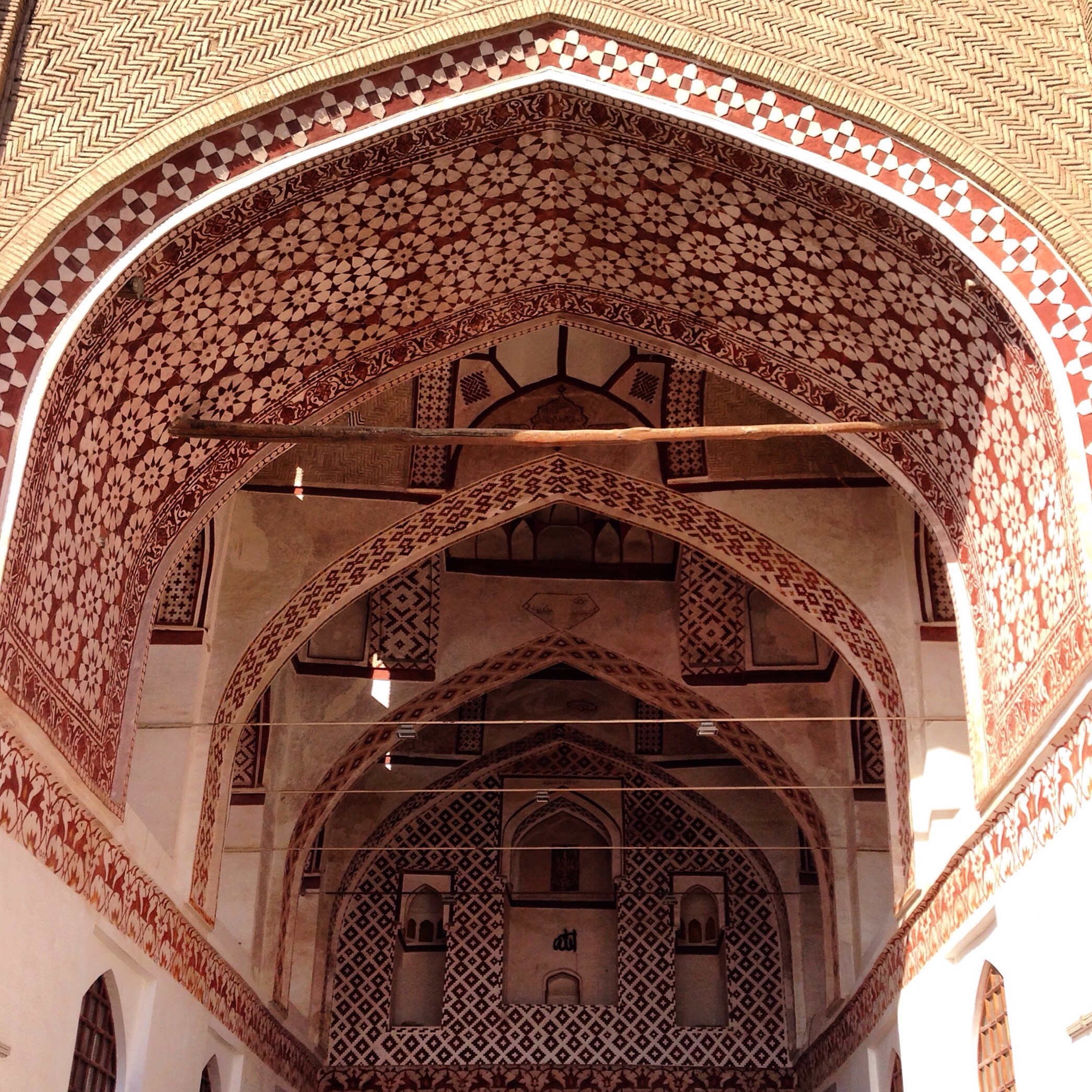
قاین
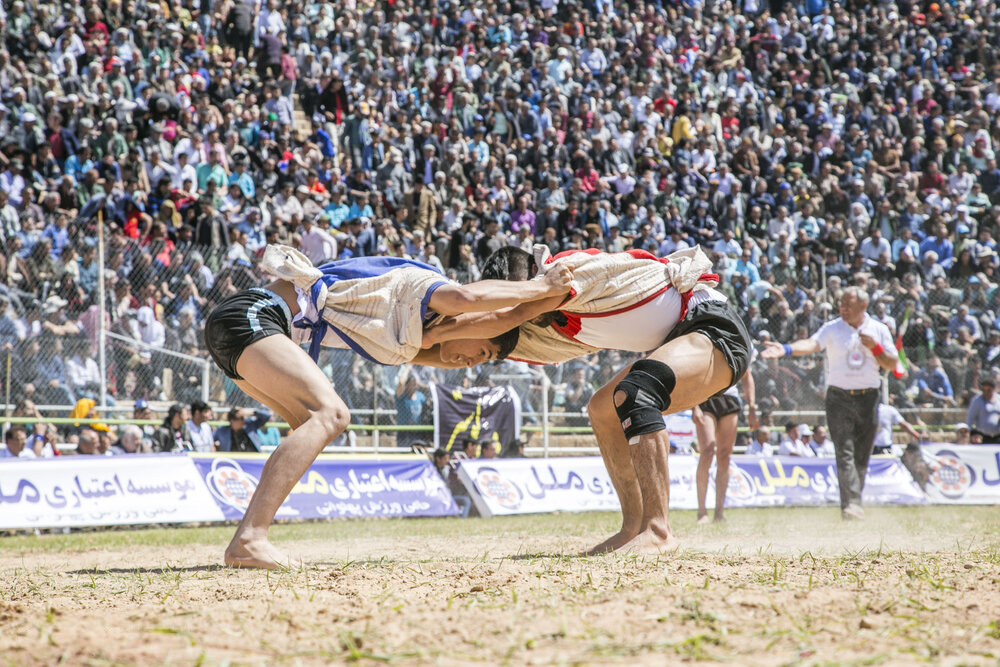
اسفراین
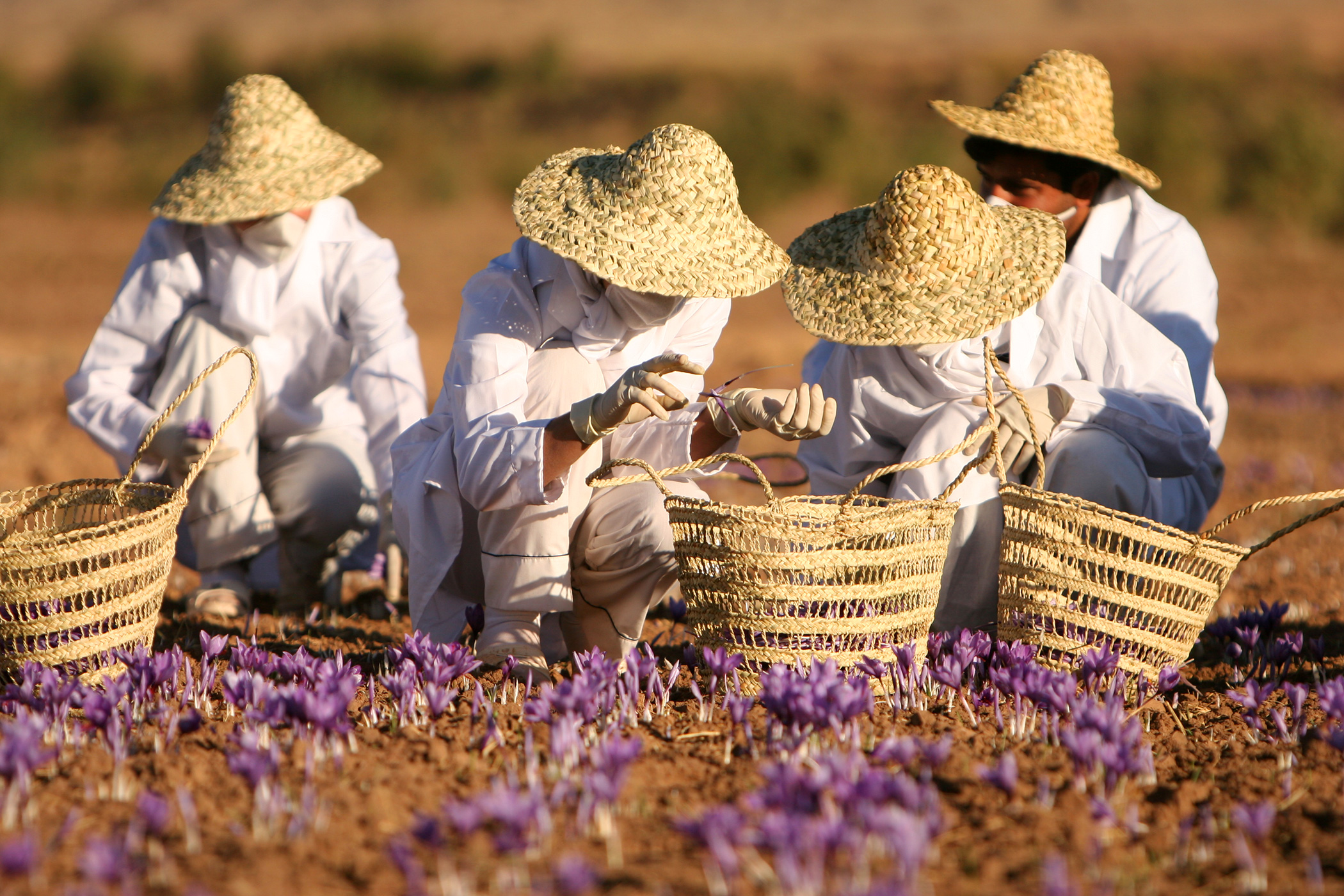
تربت حیدریه
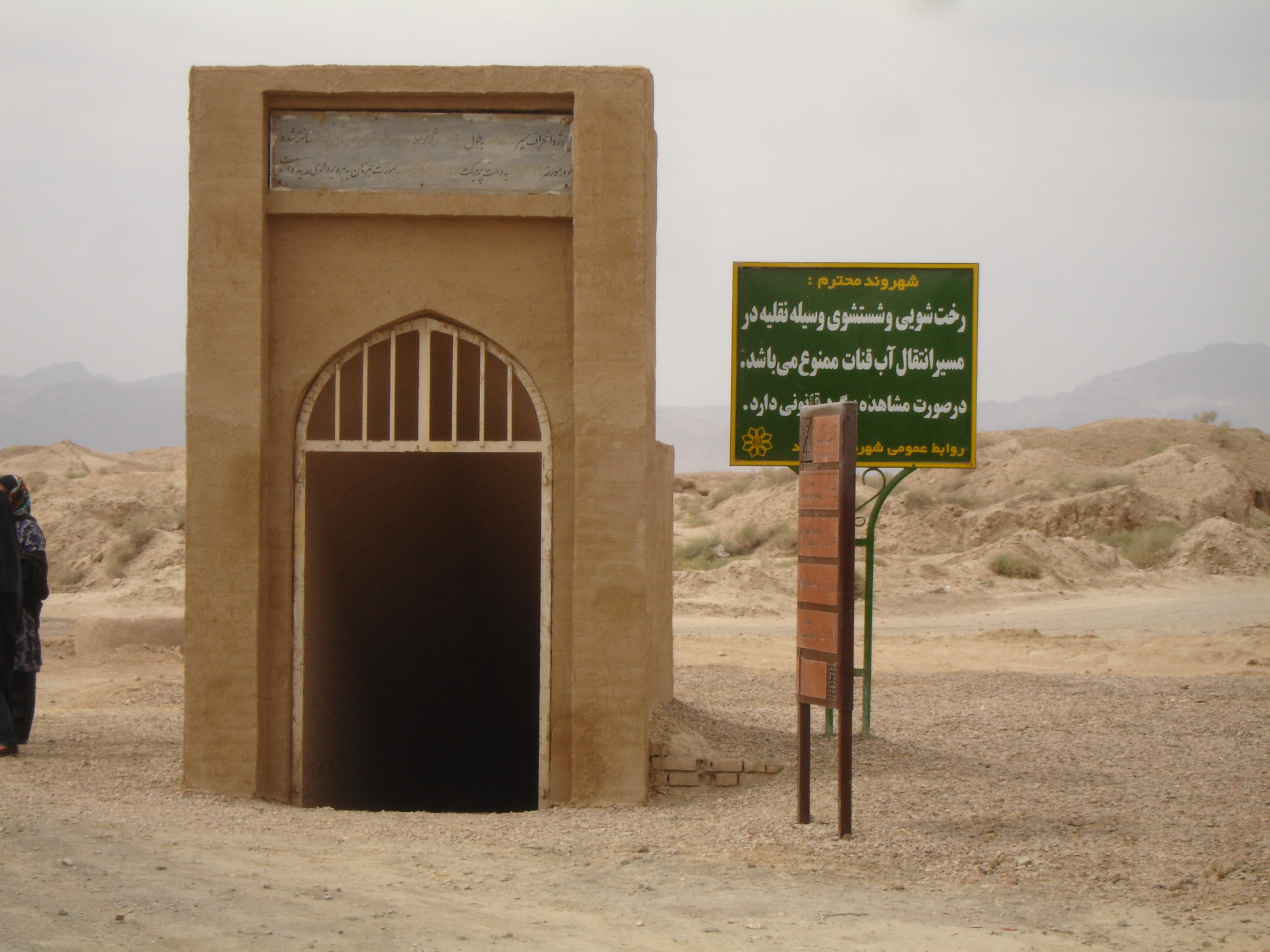
گناباد

## پی‌نوشت‌ها
1. «خراسان در گذر زمان». صدای آریان. دریافت‌شده در ۲۰۲۲-۰۴-۲۱.
2. «خراسان بزرگ». ویکی شیعه. دریافت‌شده در ۲۰۲۲-۰۴-۲۴.
3. ↑  «خراسان در گذر زمان». صدای آریان. دریافت‌شده در ۲۰۲۲-۰۴-۲۱.
4. ↑  «خراسان بزرگ». ویکی شیعه. دریافت‌شده در ۲۰۲۲-۰۴-۲۴.
5. ↑  کتاب سفرنامه سیستان و خراسان ص 48
6. ↑  The new Central Asia: the creation of nationsVolume 15 of Library of international relations. Olivier Roy. I.B.Tauris, 2000. ISBN 1-86064-278-0 pp.3
7. ↑  "خوراسان". ویکی‌واژه. 2020-06-09.
8. ↑  «معنی خوراسان | لغت‌نامه دهخدا». vajehyab.com. دریافت‌شده در ۲۰۲۲-۰۸-۱۸.
9. 1 2  مدیرشانه‌چی، کاظم، مقاله «حدود خراسان در طول تاریخ»، مجله دانشکده معقول و منقول (الهیات مشهد)، زمستان۱۳۴۷، ص۱۱۳.
10. ↑  Farid ad-Din ʻAttār's Memorial of God's friends: lives and sayings of Sufis
Classics of Western spirituality. Paul Losensky. Paulist Press, 2009. ISBN 0-8091-4573-1 pp.13
11. ↑  The new Central Asia: the creation of nations
Volume 15 of Library of international relations. Olivier Roy. I.B.Tauris, 2000. ISBN 1-86064-278-0 pp.3
12. ↑  "Khorasan". Encyclopaedia Britannica Online. Retrieved 2011–11–21. Khorāsān was first named, however, by the Sāsānians (beginning in the 3rd century BC), who organized their empire into four quarters (named from the cardinal points), Khorāsān being literally the “Land of the Sun. ” {{cite web}}: Check date values in: |accessdate= (help)
13. ↑  "Khurasan", The Encyclopaedia of Islam, page 55. Brill. In pre-Islamic and early Islamic times, the term “Khurassan” frequently had a much wider denotation, covering also parts of what are now Soviet Central Asia and Afghanistan; early Islamic usage often regarded everywhere east of western Persia, sc. Djibal or what was subsequently termed 'Irak 'Adjami, as being included in a vast and ill-defined region of Khurasan, which might even extend to the Indus Valley and Sind.
14. ↑  بهزاد نعمتی (سال اول، پاییز و زمستان ١٣٧٧)، «نام‌شناخت؛ ابرشهر، نیشابور»، خراسان‌پژوهی، ش. شماره ۲، ص. ص۱۹۳ تاریخ وارد شده در |تاریخ= را بررسی کنید (کمک)
15. ↑  تاریخ نیشابور، ص. ص ۱۴، ۲۱۵-۲۱۷
16. ↑  شمس‌الدین ابی عبدالله محمد مقدسی (١٩٠٦م)، احسن‌التقاسیم فی معرفة الاقالیم، بیروت: دارصادر، ص. ص۳۱۷-۳۲۱ تاریخ وارد شده در |سال= را بررسی کنید (کمک)
17. ↑  لغت‌نامه دهخدا، ذیل ماده خراسان
18. ↑  حسین صومعه (۱۳ آذر ۱۴۰۰). «کهن‌تر از خراسان: پارت و ابرشهر». نشریه فرهنگی اجتماعی خاتون شرق. دریافت‌شده در ۱۹ فروردین ۱۴۰۲.
19. ↑  لسترنج، گ. جغرافیای تاریخی سرزمینهای خلافت‌شرقی، ترجمه محمود عرفان، چاپ دوم، تهران، انتشارات علمی و فرهنگی، ۱۳۶۴، ص۴۰۸.
20. ↑  لغت‌نامه دهخدا، ذیل ماده خراسان
21. ↑  فخرالیدن اسعد گرگانی، ویس و رامین، مصحح مجتبی مینوی، کتابفروشی فخر رازی، بی‌تا، ص۱۷۱.
22. ↑  یاقوت حموی، معجم‌البلدان، انتشارات داراحیاء التراث العربی، بیروت، ۱۳۹۹ ه‍. ق، ۱۹۷۹ م، ۳۵۰/۲.
23. ↑  حافظ ابرو، جغرافیای تاریخی خراسان، مصحح غلامرضا ورهرام، انتشارات اطلاعات، چاپ اول، ۱۳۷۰، ص۱۰.
24. ↑  بینش، تقی، «خراسان» نشریه فرهنگ خراسان، سال دوم، ص۳ و ۴، آذر۱۳۲۹.
25. ↑  http://www.cgie.org.ir/fa/article/141841
26. ↑  "Šahrestānīhā ī Ērānšahr". Wikipedia (به انگلیسی). 2017-12-07.
27. ↑  The Four Generals of the Sasanian Empire: Some Sigillographic Evidence. Istituto Italiano per l'Africa e l'Oriente, Conferenze 14, Roma, 2001
28. ↑  Eranshahr nach der Geographie des Ps. Moses Xoranac'i, by Joseph Marquart/Markwart, Berlin, 1901
29. ↑  ‏‫‭Jamasp Ji Minocheher ji Jamasp -Asana‬, The pahlavi texts: Contained in the Codex MK copied in 1322 A. C. by the scribe ‭mehr -Awan Kai-Khusru, Vol 2, Fort Printing Press, Bombay, 1913, pp. 14-18.
30. ↑  تورج دریایی، شهرستان‌های ایرانشهر: نوشته‌ای به زبان فارسی میانه دربارهٔ تاریخ، حماسه و جغرافیای باستانی ایران؛ ترجمه شهرام جلیلیان، تهران، توس: ۱۳۸۸، صص ۲۲، ۲۳، ۲۶، ۲۷.
31. ↑  علی جعفری، فرشید جعفری، نگاهی گذرا به وضعیت ایلام در دوره ساسانی، تهران: دانشگاه تهران، دوفصلنامه پژوهش در تاریخ، سال دوم، پاییز ۱۳۹۰ شماره ۳ (پیاپی ۴)، ص ۱۳۱.
32. ↑  تئودور نولدکه، تاریخ ایرانیان و عربها در زمان ساسانیان، ترجمه عباس زریاب، تهران: انجمن آثار ملی، ۱۳۷۸، ص ۱۸۵.
33. ↑  «تاریخچه مشهد». سرزمین آفتاب، صدا و سیمای جمهوری اسلامی. بایگانی‌شده از اصلی در ۱۸ مارس ۲۰۱۵. دریافت‌شده در ۴ اسفند ۱۳۸۷.
34. ↑  التون. ل. نیل، تاریخ سیاسی و اجتماعی خراسان، ترجمه مسعود رجب‌نیا، تهران، شرکت انتشارات علمی و فرهنگی، ص ۸ تا ۱۱
35. ↑  ایران؛ از آغاز تا اسلام، ترجمهٔ محمد معین، تهران: انتشارات علمی و فرهنگی، ۱۳۷۲، ص. ص۷
36. ↑  «خراسان». فرهنگسرا. بایگانی‌شده از اصلی در ۹ مارس ۲۰۰۹. دریافت‌شده در ۴ اسفند ۱۳۸۷.
37. ↑  بارتولد، تذکره جغرافیای تاریخی ایران، ص۱۱۸–۱۱۹
38. ↑  بارتولد، تذکره جغرافیای تاریخی ایران، ص۲۷.
39. ↑  التون. ل. نیل، تاریخ سیاسی و اجتماعی خراسان، ترجمه مسعود رجب‌نیا، تهران، شرکت انتشارات علمی و فرهنگی، ص۱۲.
40. ↑  نفیسی، سعید. تاریخ تمدن ایران ساسانی. صص. ۳۶۳.
41. ↑  «جغرافیایی تاریخی خراسان رضوی». تبیان. ۱۴ مرداد ۱۳۸۶. دریافت‌شده در ۴ اسفند ۱۳۸۷.
42. ↑  «معاهده آخال؛ جدایی آسیای میانه از ایران». روزنامه اعتمادملی. ۳ آبان ۱۳۸۶. بایگانی‌شده از اصلی در ۱۲ ژانویه ۲۰۱۲. دریافت‌شده در ۴ اسفند ۱۳۸۷.
43. ↑  http://www.ganjnama.com/search/
44. ↑  http://ganjoor.net/
45. ↑  پیران خراسان، دکتر جواد نوربخش، دفتر دوم، پیشگفتار
46. ↑  پیران خراسان، دفتر اول، دکترجواد نوربخش، تهران ۱۳۸۱
47. ↑  تاریخ بغداد، جلد ۵
48. ↑  شرح شطحیات، روزبهان
49. 1 2  تذکرة الاولیاء، عطار نیشابوری
50. 1 2 3  کشف المحجوب هجویری
51. ↑  شرح تعرّف لمذهب التصوف، خجه اما محمد مستملی بخاری به تصحیح محمد روشن
52. 1 2 3 4  پیران خراسان، دکتر جواد نوربخش، دفتر دوم
53. 1 2  نامه دانشوران، جلد ۷
54. ↑  اللمع، ابی نصر سراج طوسی،
55. ↑  نامه دانشوران، جلد ۷
56. 1 2  لغتنامه دهخدا
57. 1 2  تذکرةالاولیا، عطار نیشابوری
58. ↑  طبقات الشافعیه، شبکی، جلد۲
59. ↑  فتوحات مکّیه، جلد ۳
60. ↑  طبقات الصوفیه، سلمی
61. ↑  تذکرة الاولیاء، عطار
62. ↑  کشف الاسرار میبدی
63. ↑  تذکرةالاولیا، عطار ص ۴۷۵
64. ↑  تذکرةالاولیا، عطار ص ۶۴۶
65. ↑  تذکرةالاولیا، عطار ص ۷۴۹
66. ↑  تذکرةالاولیا، عطار ص ۵۵۵
67. ↑  ترجمه رساله قشیریه ص ۷۸
68. ↑  ترجمه رساله قشیریه ص ۵۸۷